# Il Canto degli Italiani
Il Canto degli Italiani, conosciuto anche come Fratelli d'Italia, Inno di Mameli, Canto nazionale o Inno d'Italia, è un canto risorgimentale scritto da Goffredo Mameli e musicato da Michele Novaro nel 1847, inno nazionale della Repubblica Italiana. Il testo si compone di sei strofe e un ritornello, che si alterna alle stesse; l'inno è musicato in tempo di 4/4 nella tonalità di si bemolle maggiore. La sesta strofa riprende, con poche variazioni, il testo della prima.
Il canto fu molto popolare durante il Risorgimento e nei decenni seguenti, sebbene dopo l'unità d'Italia (1861) come inno del Regno d'Italia fosse stata scelta la Marcia reale, brano ufficiale di Casa Savoia. Il Canto degli Italiani era infatti considerato inadatto alla situazione politica dell'epoca: Fratelli d'Italia, di chiara connotazione repubblicana e giacobina, mal si conciliava con l'esito del Risorgimento, che fu di stampo monarchico.
Dopo la seconda guerra mondiale l'Italia diventò una repubblica e Il Canto degli Italiani fu scelto, il 12 ottobre 1946, come inno nazionale provvisorio, ruolo che ha conservato anche in seguito rimanendo inno de facto della Repubblica Italiana. Nei decenni si sono susseguite varie iniziative parlamentari per renderlo inno nazionale ufficiale, fino a giungere alla legge nº 181 del 4 dicembre 2017, che ha dato al Canto degli Italiani lo status di inno nazionale de iure.

## Storia

### Le origini
In un contesto storico caratterizzato da quel patriottismo diffuso che già preannunciava i moti del 1848 e la prima guerra di indipendenza, il testo del Canto degli Italiani fu scritto dal genovese Goffredo Mameli, allora giovane studente e fervente patriota. Occorre però ricordare che, secondo la tesi dello storico Aldo Alessandro Mola, l'autore del testo del Canto degli Italiani, troppo complesso per un giovane studente, sarebbe in realtà il suo dotto insegnante Atanasio Canata, anche se questa ipotesi è rigettata dalla maggioranza degli storici.
Sulla data precisa della stesura del testo le fonti sono discordi: secondo alcuni studiosi l'inno fu scritto da Mameli il 10 settembre 1847, mentre secondo altri la data di nascita del componimento fu due giorni prima, l'8 settembre. Tra i sostenitori di questa datazione ci fu Giosuè Carducci, che riassunse così il particolare momento storico da cui scaturì Il Canto degli Italiani:
(Giosuè Carducci)
Dopo aver scartato l'idea di adattarlo a musiche già esistenti, il 10 novembre 1847 Mameli inviò il testo dell'inno a Torino per farlo musicare dal compositore genovese Michele Novaro, che in quel momento si trovava nella casa del patriota Lorenzo Valerio. Novaro ne fu subito conquistato e, quella sera stessa, si mise a musicarlo. Così Anton Giulio Barrili, patriota e scrittore, ricordò nel 1902 le parole dettegli personalmente da Novaro nell'aprile 1875 sulla nascita della musica del Canto degli Italiani:
(Michele Novaro)

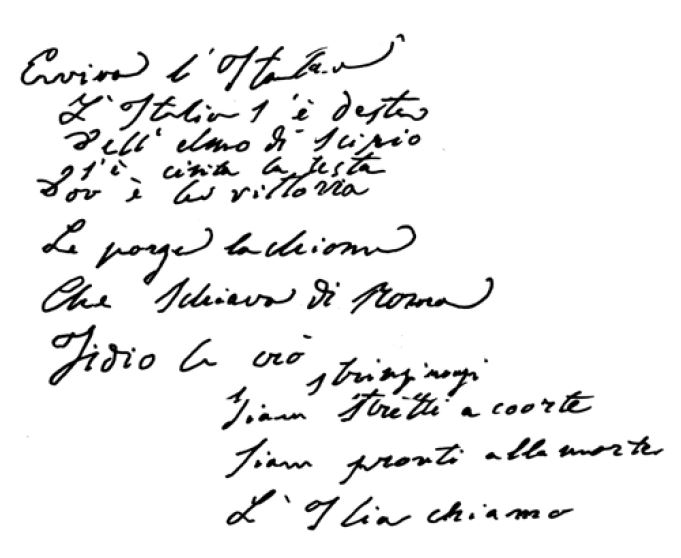
Elaborazione grafica della stesura autografa originaria della prima strofa e del ritornello: nella foga Goffredo Mameli vergò "Ilia" invece di "Italia" e scrisse "chiamo" in luogo di "chiamò"; il ritornello iniziava invece con «Siam stretti a coorte», subito corretto da Mameli, appena sopra la riga stessa, in «». Quest'ultimo fu in seguito rettificato nel definitivo, e ortograficamente corretto, «».

Mameli, che era repubblicano, giacobino e sostenitore del motto nato dalla Rivoluzione francese Liberté, Égalité, Fraternité, per scrivere il testo del Canto degli Italiani si ispirò all'inno nazionale francese, La Marsigliese. Ad esempio, «Stringiamci a coorte» richiama il verso della Marsigliese, «Formez vos bataillons» ("Formate i vostri battaglioni").
Anche l'inno nazionale greco, che fu composto nel 1823, fu uno dei brani a cui si ispirò Mameli per il suo canto: in entrambi i componimenti sono infatti contenuti dei riferimenti all'antichità classica, che è vista come esempio da seguire per affrancarsi dal dominio straniero, e dei richiami alla combattività, che è necessaria per poter ambire alla riconquista della libertà. Nell'inno nazionale greco è presente, come nel Canto degli Italiani, una menzione all'Impero austriaco e al suo dominio sulla penisola italiana (una quartina della versione completa dell'inno greco, che è formata da 158 strofe, infatti recita «Σὲ ξανοίγει ἀπὸ τὰ νέφη / καὶ τὸ μάτι τοῦ Ἀετοῦ, / ποῦ φτερὰ καὶ νύχια θρέφει / μὲ τὰ σπλάγχνα τοῦ Ἰταλοῦ», "Ti scruta dall'alto delle nubi anche l'occhio dell'Aquila, mentre nutre ali e artigli con le viscere dell'Italiano", dove l'aquila è lo stemma imperiale asburgico).
L'Italia è anche citata nell'inno nazionale polacco, la Mazurka di Dąbrowski, scritta da Józef Wybicki a Reggio Emilia nel 1797 in epoca napoleonica, il cui ritornello nei primi due versi della stesura moderna recita: «Marsz, marsz, Dąbrowski, / z ziemi włoskiej do Polski» ("In marcia, in marcia, Dąbrowski, dalla terra italiana alla Polonia"). Il testo fa riferimento all'arruolamento, tra le file delle armate napoleoniche di stanza in Italia, di volontari polacchi che erano fuggiti dalla loro terra di origine perché perseguitati per motivi politici; la Polonia era infatti scossa da moti di ribellione che erano finalizzati all'indipendenza del Paese dall'Austria e dalla Russia. Questi volontari parteciparono alla prima campagna d'Italia con la promessa, da parte di Napoleone, di un'incipiente guerra di liberazione della Polonia: in particolare, il ritornello esorta il generale polacco Jan Henryk Dąbrowski a volgere al più presto le armate verso la loro terra. Il riferimento è vicendevole: nella quinta strofa del Canto degli Italiani si cita infatti la situazione politica della Polonia, che all'epoca era simile a quella italiana, dato che entrambi i popoli non avevano una Patria ed erano soggetti a una dominazione straniera. Questa reciproca citazione Italia-Polonia nei rispettivi inni è unica al mondo.
Nella stesura originaria del Canto degli Italiani, era presente un'ulteriore strofa che era dedicata alle donne italiane. La strofa, eliminata dallo stesso Mameli prima del debutto ufficiale dell'inno, recitava: «Tessete o donzelle / bandiere e coccarde / fa l'alme gagliarde / l'invito d'amor».
Sempre nella versione originaria dell'inno, il primo verso della prima strofa recitava «Evviva l'Italia»; Mameli lo cambiò poi in «Fratelli d'Italia», come si legge già nell'autografo che il 10 novembre 1847 inviò a Michele Novaro. Quest'ultimo, quando ricevette il manoscritto definitivo di Mameli per musicarlo, apportò alcune modifiche al testo e aggiunse anche un reboante «Sì!» alla fine del ritornello.

### Il debutto
L'inno era già pronto per essere reso «di pubblica ragione» il 4 dicembre 1847 a Torino tra gli altri componimenti poetici composti in occasione del ritorno di Carlo Alberto da Genova, dove si era recato il 4 novembre. Così ne parla la cronaca contemporanea de Il Mondo illustrato, diretto da Giuseppe Massari, in data 4 dicembre:
Ma in tale occasione fu ufficialmente cantato l'inno di Giuseppe Bertoldi intitolato La coccarda.

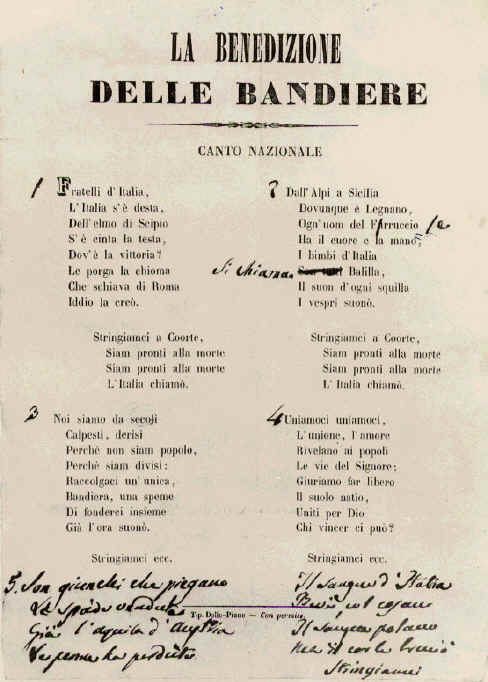
Una delle prime copie stampate dell'inno, che è intitolata La benedizione delle bandiere e fu realizzata su foglio volante dalla tipografia Delle Piane di Genova. Mameli aggiunse poi a penna la quinta strofa dell'inno, inizialmente censurata dal governo sabaudo perché giudicata troppo antiaustriaca

Il Canto degli Italiani dunque debuttò pubblicamente il 10 dicembre 1847 a Genova quando, sul piazzale del santuario di Nostra Signora di Loreto del quartiere di Oregina, fu presentato alla cittadinanza in occasione di una commemorazione del centenario della rivolta del quartiere genovese di Portoria contro gli occupanti asburgici durante la guerra di successione austriaca; nell'occasione, venne suonato dalla Filarmonica Sestrese – all'epoca banda municipale di Sestri Ponente – davanti a molti di quei 30 000 patrioti provenienti da tutta Italia che erano convenuti a Genova per la manifestazione.
Vi fu forse una precedente esecuzione pubblica, di cui si è persa la documentazione originale, da parte della Filarmonica Voltrese – fondata da Nicola Mameli, fratello di Goffredo – il 9 novembre 1847 a Genova. In questa prima esecuzione pubblica fu cantata, non ancora sulle note di Novaro, la prima versione del Canto degli Italiani, in seguito modificata in quella definitiva.
Le prime edizioni a stampa del testo di Mameli furono pubblicate su fogli volanti da varie tipografie genovesi e vennero distribuite il 10 dicembre 1847 a coloro che presero parte al corteo di festa nel quartiere di Oregina.
Essendo il suo autore notoriamente mazziniano, il brano venne proibito dalla polizia sabauda fino al marzo 1848: la sua esecuzione venne vietata anche dalla polizia austriaca, che perseguì pure la sua interpretazione canora – considerata reato politico – sino alla fine della prima guerra mondiale.
Tuttavia il 18 dicembre 1847 il giornale L'Italia di Pisa pubblicava la seguente notizia, inviata dal corrispondente da Torino in data 12 dicembre:

I manoscritti autografi di Mameli giunti fino ai giorni nostri sono due: il primo, quello originale che attesta la prima stesura, si trova presso l'Istituto mazziniano di Genova, mentre il secondo, quello datato 10 novembre 1847 e mandato da Mameli a Novaro, è conservato al Museo del Risorgimento di Torino. Gli autografi della partitura di Novaro sono tre: il primo, da lui dedicato «Alla mia diletta città di Torino», è custodito nel museo torinese; il secondo, databile al 1849, è conservato nel museo genovese; il terzo, quello che Novaro inviò all'editore Francesco Lucca il 27 ottobre 1859, si trova invece a Milano presso l'Archivio storico Ricordi.

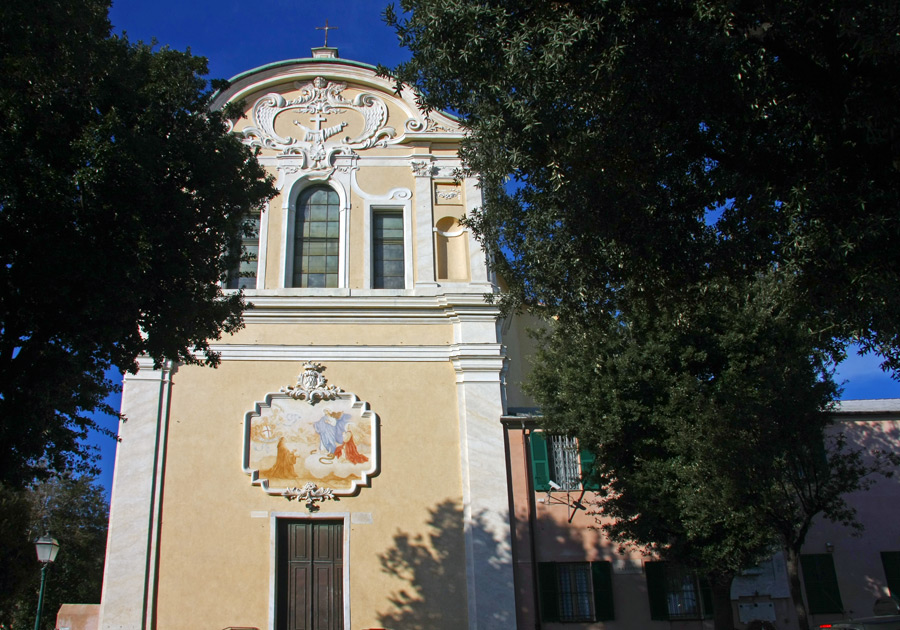
Il santuario di Nostra Signora di Loreto del quartiere genovese di Oregina davanti al quale, il 10 dicembre 1847, fece il suo debutto pubblico Il Canto degli Italiani

Le prime critiche al Canto degli Italiani furono rivolte da Giuseppe Mazzini. In particolare, il patriota genovese considerava la musica del Canto degli Italiani troppo poco marziale. Mazzini, che contestava anche il testo, commissionò nel 1848 un nuovo brano a Mameli, dando l'incarico a Verdi di musicarlo, il cui titolo era Suona la tromba. La prima strofa di questo componimento recita: «Suona la tromba — ondeggiano / le insegne gialle e nere. / Fuoco, per Dio, sui barbari, / sulle vendute schiere! / Già ferve la battaglia: / al Dio dei forti, osanna! / Le baionette in canna: / è l'ora del pugnar.». Anche questo nuovo canto non ottenne però i favori di Mazzini, e fu quindi Il Canto degli Italiani a diventare l'inno simbolo del Risorgimento.

### Dai moti del 1848 all'impresa dei Mille
Quando debuttò Il Canto degli Italiani, mancavano pochi mesi ai moti del 1848. Poco prima della promulgazione dello Statuto Albertino, era stata abrogata una legge coercitiva che vietava gli assembramenti formati da più di dieci persone. Da questo momento in poi, Il Canto degli Italiani conobbe un crescente successo anche grazie alla sua orecchiabilità, che ne facilitò la diffusione tra la popolazione.
Con il passare del tempo, l'inno fu sempre più diffuso e venne cantato quasi in ogni manifestazione, diventando uno dei simboli del Risorgimento. Il brano fu infatti cantato diffusamente dagli insorti in occasione delle cinque giornate di Milano (1848), e venne intonato frequentemente durante i festeggiamenti per la promulgazione, da parte di Carlo Alberto di Savoia, dello Statuto Albertino (sempre nel 1848). Anche la breve esperienza della Repubblica Romana (1849) ebbe, tra gli inni più intonati dai volontari, Il Canto degli Italiani, con Giuseppe Garibaldi che fu solito canticchiarlo e fischiettarlo durante la difesa di Roma e la fuga verso Venezia.
Quando Il Canto degli Italiani diventò popolare, le autorità sabaude censurarono la quinta strofa, estremamente dura verso gli austriaci; tuttavia dopo la dichiarazione di guerra all'Austria e l'inizio della prima guerra d'indipendenza (1848-1849), i soldati e le bande militari sabaude lo eseguivano così frequentemente che re Carlo Alberto fu costretto a ritirare ogni censura. L'inno era infatti diffusissimo, soprattutto tra le file dei volontari repubblicani. Durante la prima guerra d'indipendenza, oltre al Canto degli Italiani, era molto diffuso tra le truppe sabaude il canto risorgimentale Addio mia bella addio.

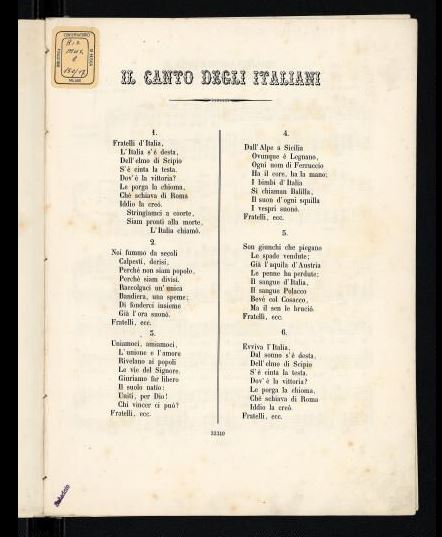
Pagina con le sei strofe dell'edizione 1860 stampata da Tito I Ricordi

Il Canto degli Italiani fu uno dei brani più popolari anche durante la seconda guerra d'indipendenza (1859), questa volta insieme al canto risorgimentale La bella Gigogin e al Va, pensiero di Giuseppe Verdi. Fratelli d'Italia fu uno dei canti più intonati anche durante la spedizione dei Mille (1860), con la quale Garibaldi conquistò il Regno delle Due Sicilie; durante questa spedizione, un altro canto diffuso tra i garibaldini fu l'Inno di Garibaldi. A Quarto i due brani vennero spesso cantati anche da Garibaldi e dai suoi fedelissimi.

### Dall'unità d'Italia alla prima guerra mondiale
Dopo l'unità d'Italia (1861) come inno nazionale fu scelta la Marcia reale, composta nel 1831: la decisione fu presa perché Il Canto degli Italiani, che aveva contenuti troppo poco conservatori ed era caratterizzato da una decisa impronta repubblicana e giacobina, non si combinava con l'epilogo del Risorgimento, di matrice monarchica. I riferimenti al credo repubblicano di Mameli – che era difatti mazziniano – erano però più di carattere storico che politico; di contro, Il Canto degli Italiani era malvisto anche dagli ambienti socialisti e anarchici, che lo consideravano invece all'opposto, cioè troppo poco rivoluzionario.

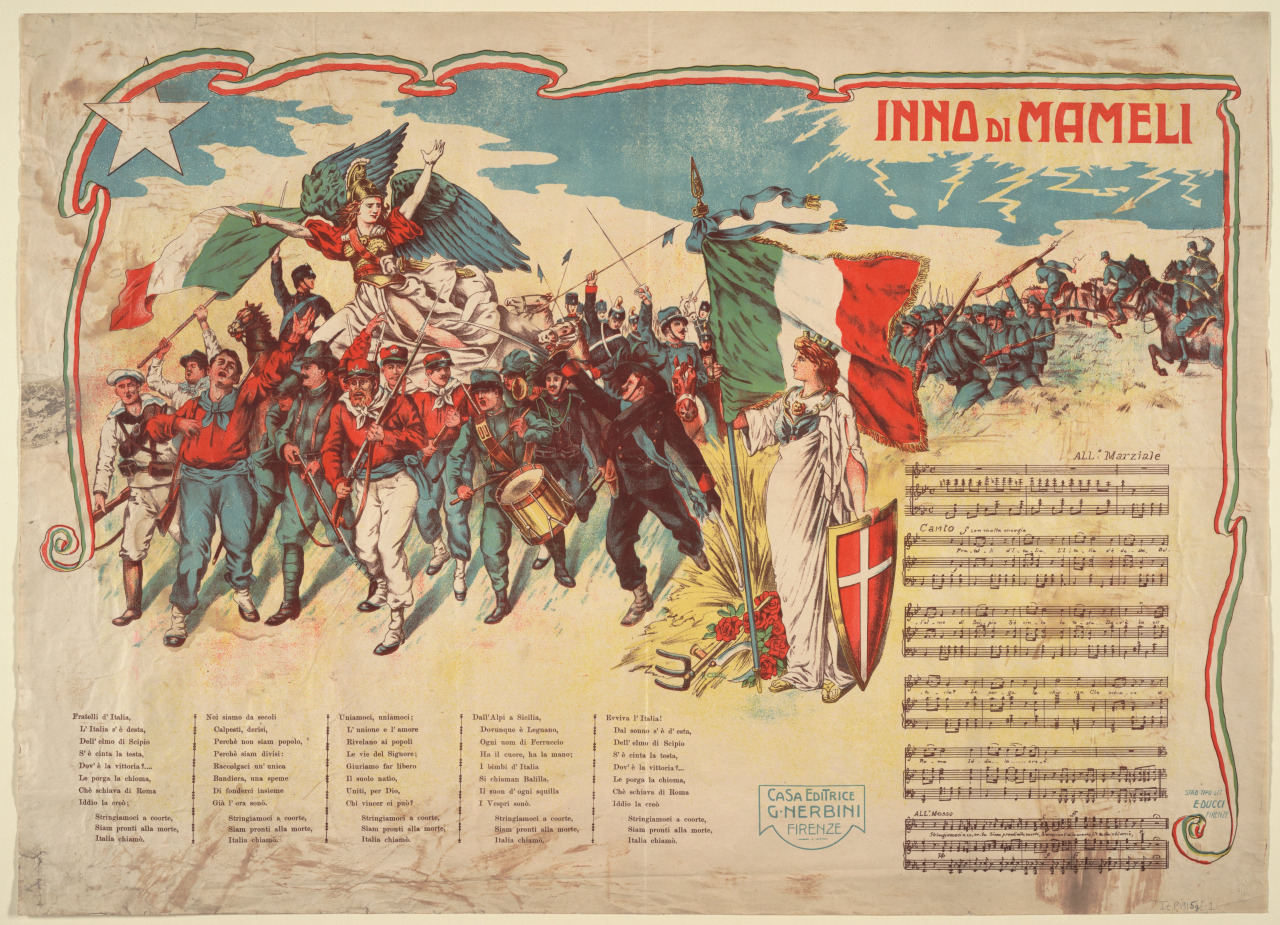
Manifesto propagandistico degli anni 1910 riportante lo spartito del Canto degli Italiani (qui chiamato Inno di Mameli) e un testo a cinque strofe. Non è richiamata quella che è nota come quinta strofa: in sua vece è stampato il sesto gruppo di versi, cioè la strofa introdotta successivamente e quasi mai eseguita

Nel 1862 Giuseppe Verdi, nel suo Inno delle Nazioni, che fu composto per l'Esposizione Universale di Londra, affidò al Canto degli Italiani (e non alla Marcia Reale) la funzione di rappresentare l'Italia, autorevole segnale del fatto che non tutti gli italiani individuavano nella Marcia Reale l'inno che esprimeva meglio il sentimento di unità nazionale. Di conseguenza, Il Canto degli Italiani, in questa occasione, fu suonato insieme a God Save the Queen e alla Marsigliese. Anche il patriota e politico Giuseppe Massari, che divenne in seguito uno dei più importanti biografi di Cavour, prediligeva, come canto rappresentativo dell'unità nazionale, Il Canto degli Italiani. L'unico inno nazionale presente nel componimento di Verdi era God Save the Queen: La Marsigliese, dai forti connotati repubblicani, non era ancora il canto ufficiale dello Stato francese, che all'epoca non era una repubblica bensì una monarchia retta da un imperatore, Napoleone III.
Il brano fu uno dei canti più comuni durante la terza guerra d'indipendenza (1866), e anche la presa di Roma del 20 settembre 1870 fu accompagnata da cori che lo intonavano insieme alla Bella Gigogin e alla Marcia Reale; nell'occasione, Il Canto degli Italiani venne spesso eseguito anche dalla fanfara dei bersaglieri. Anche dopo la fine del Risorgimento Il Canto degli Italiani, che era insegnato nelle scuole, restò molto popolare tra gli italiani; ad esso, però, si affiancarono altri brani musicali che erano collegati alla situazione politica e sociale dell'epoca come, ad esempio, l'Inno dei lavoratori oppure Addio a Lugano, che in parte oscurarono la popolarità degli inni risorgimentali (Il Canto degli Italiani compreso), dato che avevano un significato più legato ai problemi quotidiani.

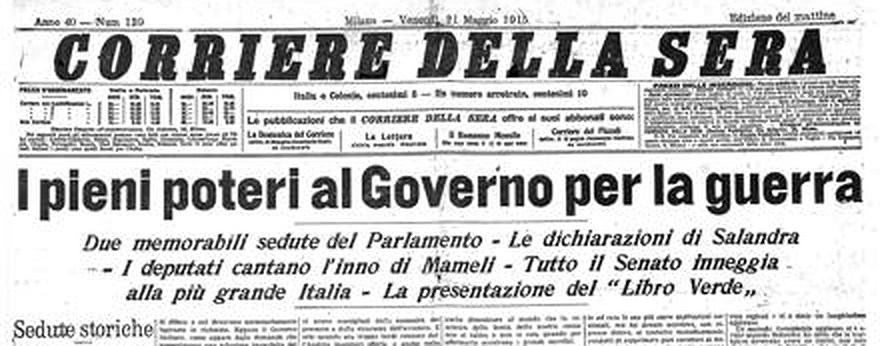
Prima pagina del Corriere della Sera del 21 maggio 1915: i deputati acclamano l'assunzione dei poteri da parte del governo, per l'imminente entrata in guerra, cantando l'inno di Mameli e Novaro

Fratelli d'Italia, grazie ai riferimenti al patriottismo e alla lotta armata, tornò ad avere successo durante la guerra italo-turca (1911-1912), dove si affiancò ad A Tripoli. e nelle trincee della prima guerra mondiale (1915-1918): l'irredentismo che la caratterizzava trovò infatti un simbolo nel Canto degli Italiani, sebbene negli anni seguenti all'ultimo contesto bellico citato gli sarebbero stati preferiti, in ambito patriottico, brani musicali di maggiore stampo militare come La leggenda del Piave, la Canzone del Grappa o La campana di San Giusto. Poco dopo l'entrata in guerra dell'Italia nel primo conflitto mondiale, il 25 luglio 1915, Arturo Toscanini eseguì Il Canto degli Italiani durante una manifestazione interventista.
Nel 1916 il poeta e regista Nino Oxilia diresse il film muto L'Italia s'è desta!, il cui titolo riprende il secondo verso del Canto degli Italiani. La proiezione della pellicola cinematografica veniva accompagnata da una orchestra con coro che eseguiva gli inni patriottici classici più famosi del tempo: l'Inno di Garibaldi, Il Canto degli Italiani, il coro del Mosè in Egitto di Gioachino Rossini e i cori del Nabucco e dei I Lombardi alla prima crociata di Giuseppe Verdi.

### Durante il fascismo
Dopo la marcia su Roma (1922) assunsero grande importanza i canti prettamente fascisti come Giovinezza (o Inno Trionfale del Partito Nazionale Fascista), i quali vennero diffusi e pubblicizzati molto capillarmente, oltreché insegnati nelle scuole, pur non essendo inni ufficiali. In questo contesto le melodie non fasciste furono scoraggiate, e Il Canto degli Italiani non fu un'eccezione. Nel 1932 il segretario del Partito Nazionale Fascista Achille Starace decise di proibire i brani musicali che non inneggiassero a Benito Mussolini e, più in generale, quelli non legati direttamente al fascismo. La direttiva di Starace recitava:
(Achille Starace)
Furono così vietati i brani giudicati sovversivi, cioè quelli di stampo anarchico o socialista, come l'Inno dei lavoratori o L'Internazionale, e gli inni ufficiali delle nazioni straniere non simpatizzanti col fascismo, come La Marsigliese. Dopo la firma dei Patti Lateranensi tra il Regno d'Italia e la Santa Sede (1929), furono vietati anche i brani anticlericali. I canti risorgimentali furono comunque tollerati: al Canto degli Italiani, che era vietato nelle cerimonie ufficiali, fu concessa una certa accondiscendenza solo in occasioni particolari.
Nello spirito di questa direttiva, vennero incoraggiati, ad esempio, canti come l'inno nazista Horst-Wessel-Lied e il canto franchista Cara al sol, trattandosi di brani musicali ufficiali di regimi affini a quello guidato da Mussolini. Diversamente, alcuni brani furono ridimensionati, come La canzone del Piave, cantata quasi esclusivamente durante le commemorazioni dell'anniversario della Vittoria ogni 4 novembre.

### Nella seconda guerra mondiale

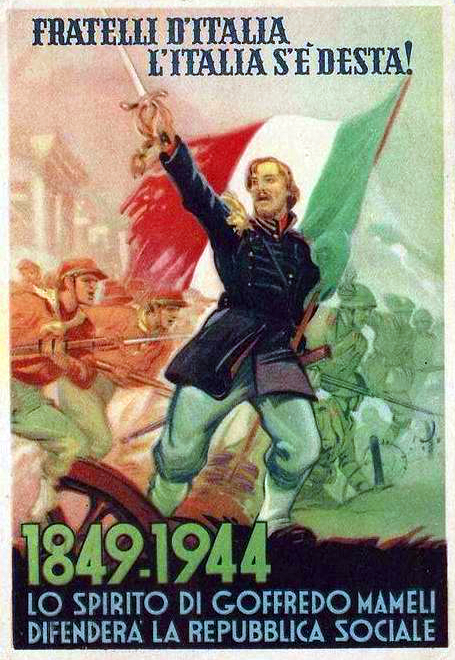
Il Canto degli Italiani ricordato insieme al Risorgimento su un manifesto propagandistico della Repubblica Sociale Italiana

Durante la seconda guerra mondiale vennero diffusi, anche via radio, brani fascisti composti da musicisti di regime: furono quindi pochissimi i canti nati spontaneamente tra la popolazione. Negli anni del secondo conflitto bellico erano comuni brani come A primavera viene il bello, Battaglioni M, Vincere! e Camerata Richard, mentre, tra i canti nati spontaneamente, il più famoso fu Sul ponte di Perati.
Dopo l'armistizio dell'8 settembre 1943, il governo italiano adottò provvisoriamente come inno nazionale, in sostituzione della Marcia Reale, La canzone del Piave: la monarchia italiana era infatti stata messa in discussione per aver consentito l'instaurarsi della dittatura fascista; richiamando la vittoria italiana nella prima guerra mondiale, poteva infondere coraggio e speranza alle truppe del Regio Esercito che combattevano i repubblichini e i tedeschi.
In questo contesto Fratelli d'Italia, insieme agli altri canti risorgimentali e alle canzoni partigiane, tornò a riecheggiare nell'Italia meridionale liberata dagli Alleati e nelle zone controllate dai partigiani a nord del fronte di guerra. Il Canto degli Italiani, in particolare, ebbe un buon successo negli ambienti antifascisti, dove si affiancò alle canzoni partigiane Fischia il vento e Bella ciao. Alcuni studiosi reputano che il successo del brano negli ambienti antifascisti sia stato poi determinante per la sua scelta a inno provvisorio della Repubblica Italiana.
Spesso Il Canto degli Italiani viene erroneamente indicato come l'inno nazionale della Repubblica Sociale Italiana di Benito Mussolini. Tuttavia è documentata la mancanza di un inno nazionale ufficiale della RSI: nelle cerimonie veniva infatti eseguito Il Canto degli Italiani oppure Giovinezza. Il Canto degli Italiani e – più in generale – le tematiche risorgimentali furono utilizzate dalla Repubblica di Mussolini, con un cambio di rotta rispetto al passato, per soli fini propagandistici.

### Dalla fine della guerra alla sua adozione a inno nazionale provvisorio
Nel 1945, a guerra terminata, Arturo Toscanini diresse a Londra l'esecuzione dell'Inno delle Nazioni composto da Verdi nel 1862 e comprendente anche Il Canto degli Italiani.
Per la scelta dell'inno nazionale si aprì un dibattito che individuò, tra le opzioni possibili: il Va, pensiero dal Nabucco di Verdi, Il Canto degli Italiani, l'Inno di Garibaldi, la conferma della Canzone del Piave oppure la stesura di un brano musicale completamente nuovo. La classe politica dell'epoca approvò poi la proposta del ministro della guerra Cipriano Facchinetti, che prevedeva l'adozione del Canto degli Italiani come inno provvisorio dello Stato.

Cipriano Facchinetti

La canzone del Piave ebbe quindi la funzione di inno nazionale della Repubblica Italiana fino al Consiglio dei Ministri del 12 ottobre 1946, quando Cipriano Facchinetti (di credo politico repubblicano), comunicò ufficialmente che durante il giuramento delle Forze Armate del 4 novembre, quale inno provvisorio, si sarebbe adottato Il Canto degli Italiani. Il comunicato stampa recitava che:
(Cipriano Facchinetti)
Facchinetti dichiarò, altresì, che si sarebbe proposto uno schema di decreto che avrebbe confermato Il Canto degli Italiani quale inno nazionale provvisorio della neonata Repubblica, intenzione che, però, non ebbe seguito. Il consenso sulla scelta del Canto degli Italiani non fu unanime: dalle colonne de l'Unità, quotidiano del Partito Comunista Italiano, fu proposto, come brano musicale nazionale, l'Inno di Garibaldi. La sinistra italiana considerava infatti, quale figura di spicco rappresentativa del Risorgimento, Garibaldi e non Mazzini, che era reputato di secondo piano rispetto all'eroe dei due mondi.
Facchinetti propose di ufficializzare Il Canto degli Italiani nella Costituzione, in preparazione proprio in quel momento, ma senza esito. La Costituzione, entrata in vigore nel 1948, sancì infatti, nell'articolo 12, l'uso del Tricolore come bandiera nazionale, ma non stabilì quale sarebbe stato l'inno, e nemmeno il simbolo della Repubblica, che fu poi adottato con decreto legislativo datato 5 maggio 1948. L'emblema fu scelto dopo due concorsi a cui parteciparono, complessivamente, 800 loghi realizzati da 500 artisti; risultò poi vincitore Paolo Paschetto col suo noto Stellone. Nondimeno, l'approvazione definitiva della Costituzione, avvenuta il 22 dicembre 1947 ad opera dell'Assemblea Costituente, fu salutata dal pubblico che assisteva alla seduta dalle tribune (e in seguito anche dai padri costituenti), con una spontanea esecuzione proprio del Canto degli Italiani. Un disegno di legge costituzionale preparato nell'immediato dopoguerra, il cui obiettivo finale era l'inserimento, nell'articolo 12, del comma "L'inno della Repubblica è Fratelli d'Italia" non ebbe seguito, come pure l'ipotesi di un decreto presidenziale che emanasse un'apposita disciplinare.
La mancata ufficialità del Canto degli Italiani fu fonte di confusione nei primi anni della Repubblica: nel 1947 nelle cerimonie ufficiali esso si alternava alla Leggenda del Piave e all'Inno di Garibaldi, e ciò indusse il capo di gabinetto del ministro della difesa a chiedere formalmente alla presidenza del Consiglio a quale dei tre inni i militari dovessero presentare le armi. Analoga richiesta fu formulata dal presidente del CONI in vista delle Olimpiadi del 1948. L'incertezza fu causa d'imbarazzo in qualche evento all'estero, in cui i corpi musicali del luogo eseguirono la Marcia Reale, come sarebbe accaduto ancora nel 1959 in un incontro di calcio Inghilterra-Italia.
Il Canto degli Italiani ha poi avuto un grande successo tra gli emigranti italiani: spartiti di Fratelli d'Italia si possono infatti trovare, insieme al Tricolore, in molti negozi delle varie Little Italy sparse nel mondo anglosassone. L'inno nazionale italiano è spesso suonato in occasioni più o meno ufficiali in Nord e Sud America: in particolare, è stato la "colonna sonora" delle raccolte fondi destinate alla popolazione italiana uscita devastata dal conflitto, che furono organizzate nel secondo dopoguerra nelle Americhe.

### Dal secondo dopoguerra alla riscoperta

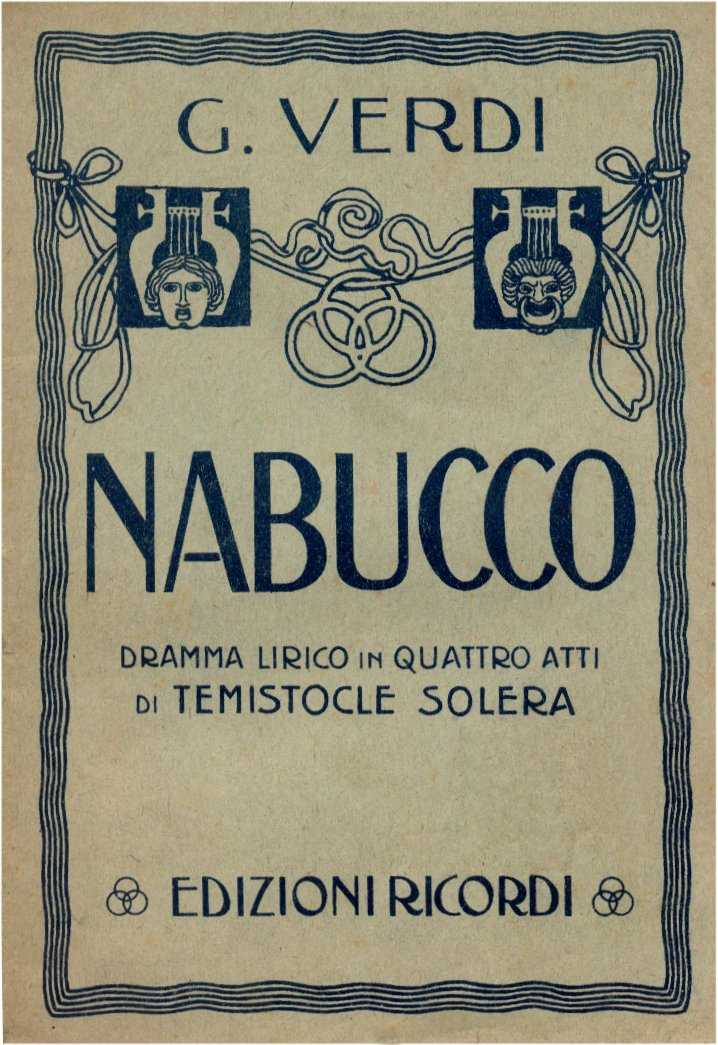
Copertina del libretto Nabucco (Ricordi, 1923), in cui è contenuto il coro del Va, pensiero

Dopo il raggiungimento dello status di inno nazionale provvisorio, Il Canto degli Italiani iniziò ad essere oggetto di critiche, tant'è che a più riprese si parlò della sua sostituzione. Negli anni 1950 fu deciso di effettuare un sondaggio radiofonico per stabilire quale brano musicale avrebbe dovuto sostituire Il Canto degli Italiani come inno nazionale italiano: in questa inchiesta, che comunque non decretò il cambio ufficiale dell'inno per via del poco successo ottenuto, vinse il Va, pensiero di Verdi. Poco dopo il sondaggio citato, fu bandito un concorso pubblico per la stesura di un brano completamente nuovo che avrebbe dovuto sostituire Il Canto degli Italiani: l'intenzione era quella di avere un inno ritenuto più moderno e di maggiore caratura culturale, ma questo bando non ebbe seguito a causa della scarsa qualità delle composizioni musicali pervenute. Nel 1960 la Rai, in un programma televisivo, lanciò un sondaggio per scegliere il brano musicale che avrebbe dovuto sostituire Il Canto degli Italiani come inno nazionale italiano; le opzioni presentate furono però tutte bocciate dal pubblico.
Le critiche continuarono anche nei decenni seguenti; a partire dal Sessantotto, Il Canto degli Italiani fu progressivamente oggetto di disinteresse collettivo e – molto spesso – di una vera e propria avversione. Dati i suoi richiami alla lotta armata e alla Patria, Fratelli d'Italia era visto come un brano musicale arcaico e dalle marcate caratteristiche di destra. Tra gli esponenti politici che proposero, negli anni, la sostituzione del Canto degli Italiani ci furono Bettino Craxi, Umberto Bossi e Rocco Buttiglione. Tra i musicisti che chiesero un nuovo inno nazionale ci fu invece Luciano Berio. Michele Serra suggerì la revisione del testo in italiano moderno, mentre Antonio Spinosa giudicò Il Canto degli Italiani troppo maschilista.

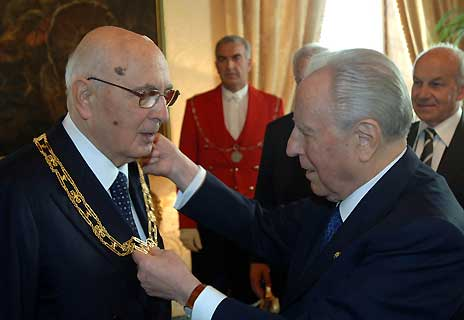
Giorgio Napolitano riceve dal Presidente della Repubblica Italiana Carlo Azeglio Ciampi le insegne di cavaliere di gran croce decorato di gran cordone (15 maggio 2006)

Fu il Presidente della Repubblica Carlo Azeglio Ciampi, in carica dal 1999 al 2006, ad attivare un'opera di valorizzazione e di rilancio del Canto degli Italiani come uno dei simboli patri italiani. In riferimento al Canto degli Italiani, Ciampi dichiarò che:
(Carlo Azeglio Ciampi)
Per ovviare alle critiche, l'allora Presidente della Repubblica affidò spesso le esecuzioni dell'inno, nelle occasioni ufficiali, ad alcuni importanti direttori d'orchestra come Zubin Mehta, Giuseppe Sinopoli, Claudio Abbado e Salvatore Accardo. Un aspetto particolarmente visibile di quest'azione promotrice del Canto degli Italiani consistette nel persuadere i giocatori della Nazionale di calcio a cantarne le parole durante l'esecuzione degli inni nazionali prima degli incontri sportivi, a partire dal Mondiale 2002: in precedenza, era abituale che né i calciatori né il pubblico accompagnassero la melodia con il canto.
Ciampi ripristinò anche il giorno festivo per la Festa della Repubblica del 2 giugno e la relativa parata militare in via dei Fori Imperiali a Roma, operando una più generale azione di valorizzazione dei simboli patri italiani. L'iniziativa di Ciampi è stata ripresa e continuata anche dal suo successore, Giorgio Napolitano, con particolare risalto durante le celebrazioni del 150º anniversario dell'Unità d'Italia.
L'azione di Ciampi iniziò peraltro dopo il suo clamoroso gesto di protesta nei confronti di Riccardo Muti alla prima della stagione scaligera del 1999-2000. Ciampi rifiutò infatti la rituale visita di congratulazioni al direttore d'orchestra nel suo camerino in quanto Muti non aveva aperto la serata, come era d'uso, suonando Il Canto degli Italiani, da lui ritenuto inadeguato a introdurre il Fidelio di Ludwig van Beethoven. D'altra parte, lo stesso Muti ha difeso Il Canto degli Italiani apprezzandone l'invito all'azione con l'obiettivo di affrancarsi dal dominio straniero che l'inno rivolge al popolo italiano rispetto al sentimento di dolore espresso nel pur melodicamente superiore Va, pensiero – il candidato più frequente alla sua sostituzione – e ritenendo pertanto Fratelli d'Italia, con il suo carico di significati rinvigorenti lo spirito patriottico, più adatto ad essere suonato nelle occasioni ufficiali. Altri musicisti, come il compositore Roman Vlad, già sovrintendente del Teatro alla Scala di Milano, considerano la musica tutt'altro che brutta e non inferiore a quella di molti altri inni nazionali. In occasione dei festeggiamenti del 2 giugno 2002, ne è stata presentata una versione filologicamente corretta nella melodia della partitura, opera di Maurizio Benedetti e Michele D'Andrea, che ha ripreso i segni d'espressione presenti nel manoscritto di Novaro.

### L'ufficializzazione come inno nazionale italiano

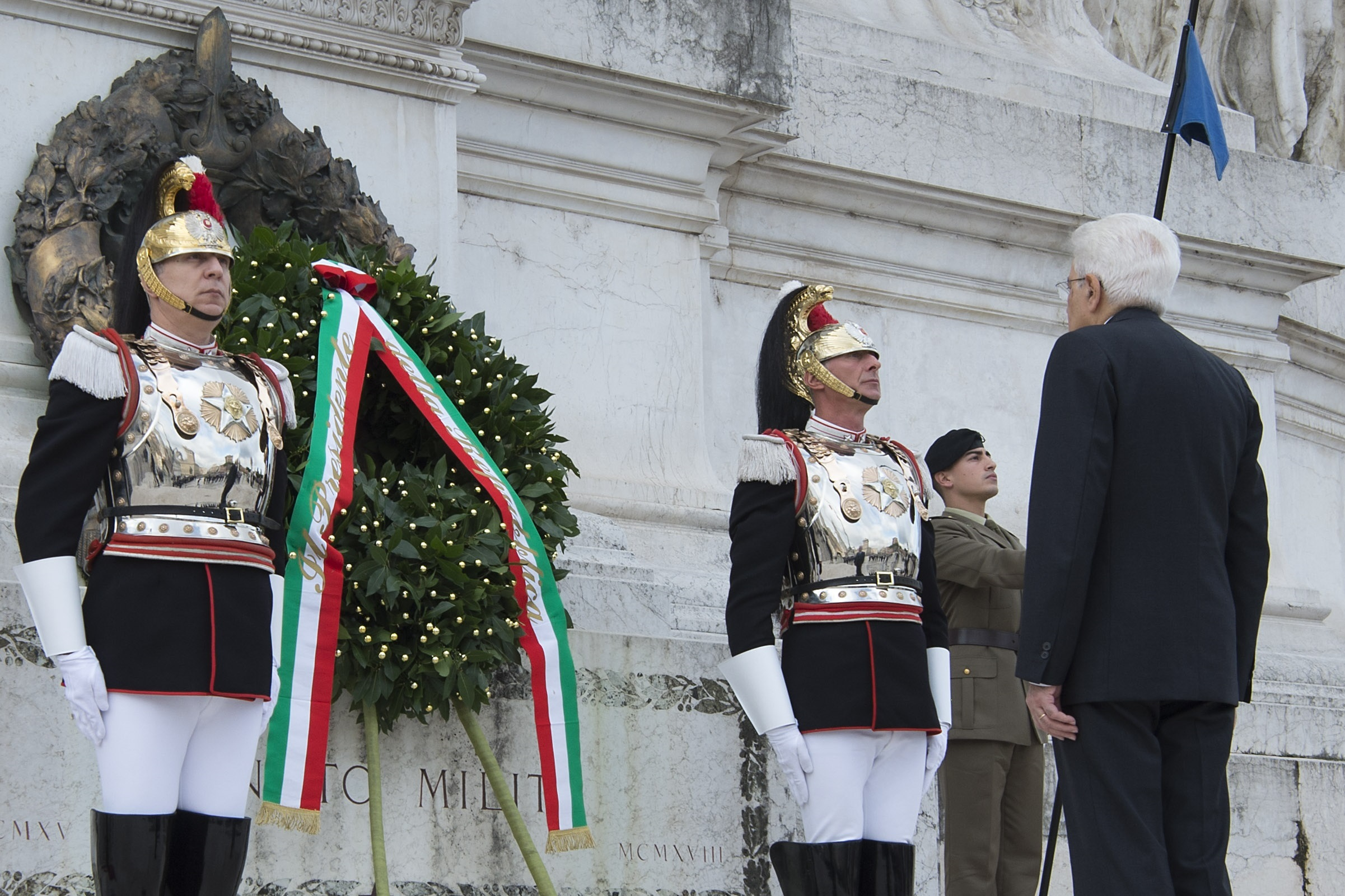
Il Presidente della Repubblica Italiana Sergio Mattarella, fra i Corazzieri e la guardia d'onore, rende omaggio al Milite Ignoto all'Altare della Patria (4 novembre 2016)

Per decenni si è dibattuto a livello governativo e parlamentare sulla necessità di rendere Il Canto degli Italiani inno de iure della Repubblica Italiana, senza però giungere all'approvazione di una legge o di una modifica costituzionale che sancisse lo stato di fatto, riconosciuto peraltro anche in tutte le sedi istituzionali, fino al 4 dicembre 2017.
Nel 2005 fu approvato un disegno di legge nella Commissione affari costituzionali del Senato della Repubblica; la proposta non ebbe seguito a causa della scadenza della XIV legislatura, anche se emerse una comunicazione erronea ove si affermava che fosse stato approvato un decreto legge datato 17 novembre, grazie al quale Il Canto degli Italiani avrebbe ottenuto il crisma dell'ufficialità. Tale informazione errata fu poi riportata anche da fonti autorevoli.
Nel 2006, con la nuova legislatura, è stato discusso, sempre nella Commissione affari costituzionali del Senato, un disegno di legge che prevedeva l'adozione di un disciplinare circa il testo, la musica e le modalità di esecuzione dell'inno. Nello stesso anno venne presentato al Senato un disegno di legge costituzionale che prevedeva la modifica dell'art. 12 della Costituzione italiana con l'aggiunta del comma «L'inno della Repubblica è Fratelli d'Italia», ma che non ebbe seguito di nuovo a causa della fine anticipata della XV legislatura. Nel 2008, altre iniziative analoghe sono state adottate in sede parlamentare, senza però portare a termine l'ufficializzazione del Canto degli Italiani nella Costituzione, che restava perciò ancora provvisorio e adottato de facto.

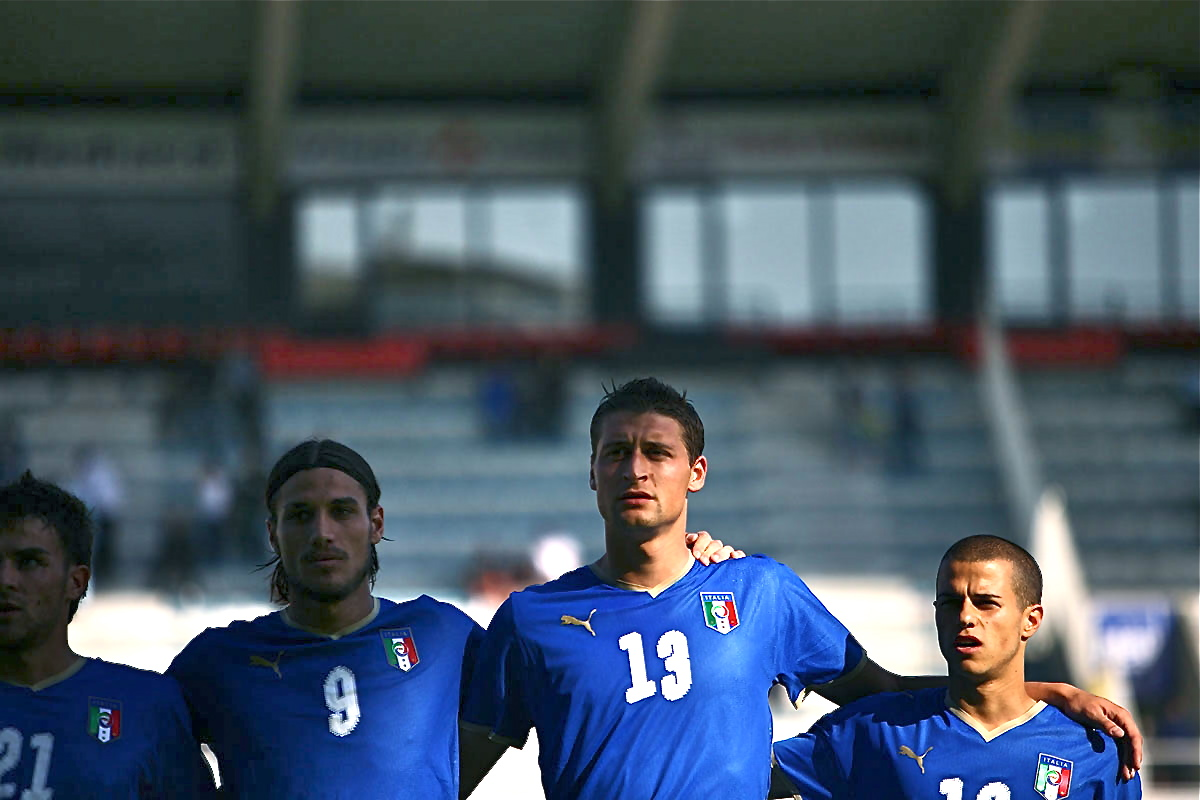
Giocatori della Nazionale Under-23 di calcio dell'Italia durante l'esecuzione del Canto degli Italiani prima dell'incontro contro la Nazionale Under-23 di calcio della Costa d'Avorio (21 maggio 2008)

Il 16 settembre 2009 fu presentato un disegno di legge, mai discusso, che prevedeva l'aggiunta del comma «L'inno della Repubblica è il "Canto degli Italiani" di Goffredo Mameli, musicato da Michele Novaro» all'articolo 12 della Costituzione. Il 23 novembre 2012 fu approvata una legge che prevede l'obbligo di insegnare Il Canto degli Italiani e gli altri simboli patri italiani nelle scuole. Tale norma prevede anche l'insegnamento del contesto storico in cui avvenne la stesura del brano musicale, con particolare attenzione alle premesse che portarono alla sua nascita.
Il 29 giugno 2016, sulla scia del provvedimento del 23 novembre 2012, è stata presentata alla Commissione affari costituzionali della Camera dei deputati una proposta di legge per rendere Il Canto degli Italiani inno ufficiale della Repubblica Italiana. Il 25 ottobre 2017 la Commissione affari costituzionali della Camera ha approvato tale proposta di legge, coi relativi emendamenti, e il 27 ottobre il disegno di legge è passato all'omologa commissione del Senato. Il 15 novembre 2017 il disegno di legge che riconosce Il Canto degli Italiani di Goffredo Mameli e di Michele Novaro quale inno nazionale della Repubblica Italiana è stato approvato in via definita dalla Commissione affari costituzionali del Senato. Visto che le due citate commissioni parlamentari hanno approvato il provvedimento in "sede legislativa", quest'ultimo è stato direttamente promulgato dal Presidente della Repubblica Italiana il 4 dicembre 2017 come "legge nº 181" senza la necessità dei consueti passaggi nelle aule parlamentari.
Il 15 dicembre 2017 l'iter si è concluso definitivamente con la pubblicazione sulla Gazzetta Ufficiale della legge nº 181 del 4 dicembre 2017, avente titolo "Riconoscimento del «Canto degli italiani» di Goffredo Mameli quale inno nazionale della Repubblica", che è entrata in vigore il 30 dicembre 2017. I due commi che compongono la legge recitano:
quale proprio inno nazionale.
2. Con decreto del Presidente della Repubblica, previa deliberazione del Consiglio dei ministri, ai sensi dell'art. 1, comma 1, lettera ii), della legge 12 gennaio 1991, n. 13, sono stabilite le modalità di esecuzione del «Canto degli italiani» quale inno nazionale. La presente legge, munita del sigillo dello Stato, sarà inserita nella Raccolta ufficiale degli atti normativi della Repubblica italiana. È fatto obbligo a chiunque spetti di osservarla e di farla osservare come legge dello Stato.
Data a Roma, addì 4 dicembre 2017»
(Legge nº 181 del 4 dicembre 2017, Riconoscimento del «Canto degli italiani» di Goffredo Mameli quale inno nazionale della Repubblica)

## Il testo
|  | Per approfondire, leggi il testo Canto nazionale. |

Il testo consta di sei quartine doppie di senari, ciascuna delle quali seguita da un'altra quartina di senari in ritornello.
Lo schema è il seguente: asbcsbdseeft + gggft, dove acd sono sdruccioli sciolti, bb in rima piana alternata, ee in rima piana baciata, ggg in rima piana continuata e ff – rispettivamente l'ultimo verso della strofa e del ritornello – in rima tronca costante.

### La prima strofa
(Prima strofa de Il Canto degli Italiani)

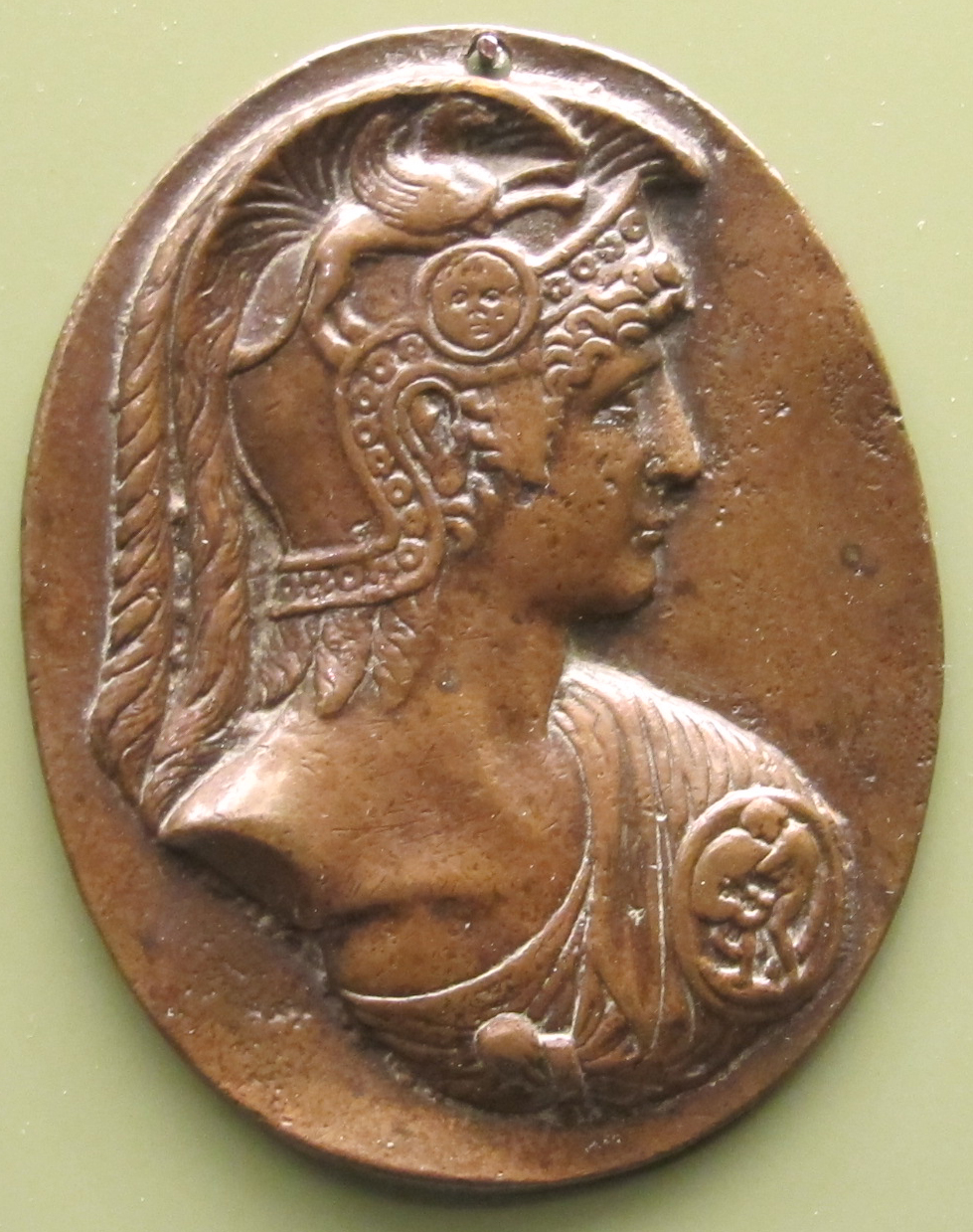
Publio Cornelio Scipione, soprannominato "Scipione l'Africano" dopo la battaglia di Zama. Nel Canto degli Italiani è chiamato col nome latino di Scipio

Nel primo verso della prima strofa è contenuto un richiamo al fatto che gli italiani appartengono a un unico popolo e che sono, quindi, «Fratelli d'Italia». Dal primo verso derivò poi uno dei nomi con cui è conosciuto Il Canto degli Italiani. L'esortazione agli italiani, intesi come «fratelli», a combattere per il proprio Paese si ritrova nel primo verso di molte poesie patriottiche risorgimentali: «Su, figli d'Italia! su, in armi! coraggio!» è infatti l'inizio di All'armi! all'armi! di Giovanni Berchet, mentre «Fratelli, all'armi, all'armi!» è il primo verso di All'armi! di Gabriele Rossetti; «Fratelli, sorgete» è invece l'inizio dell'omonimo coro di Giuseppe Giusti. Un canto popolare toscano, attribuito a Francesco Domenico Guerrazzi e inneggiante a papa Pio IX, aveva invece come primo verso «Su, fratelli! D'un Uom la parola».
Nella prima strofa viene anche citato il politico e militare romano Publio Cornelio Scipione (chiamato, nell'inno, col nome latino di Scipio) il quale, sconfiggendo il generale cartaginese Annibale nella battaglia di Zama (18 ottobre 202 a.C.), concluse la seconda guerra punica liberando l'Italia antica dall'esercito cartaginese. Dopo questa battaglia Scipione fu soprannominato "Scipione l'Africano". Secondo Mameli, l'elmo di Scipione è ora indossato metaforicamente dall'Italia («dell'elmo di Scipio / s'è cinta la testa») pronta a combattere («l'Italia s'è desta», cioè "si è svegliata") per liberarsi dal giogo straniero ed essere di nuovo unita. L'esaltazione retorica della figura di Scipione sarà ripresa durante il fascismo con la produzione cinematografica Scipione l'Africano, uno dei colossal storici del tempo. L'affermazione «l'Italia s'è desta» era già inserita nell'inno nazionale della Repubblica Partenopea del 1799, che venne musicato da Domenico Cimarosa prendendo spunto dagli scritti di Luigi Rossi: «Bella Italia, ormai ti desta / Italiani all'armi, all'armi: / Altra sorte ormai non resta / Che di vincer, o morir».
Sempre nella prima strofa, si fa accenno anche alla dea Vittoria (con la domanda retorica «Dov'è la vittoria?»), che per lungo tempo è stata strettamente legata all'antica Roma («ché schiava di Roma») per disegno di Dio («Iddio la creò»), ma che ora si consacra alla nuova Italia porgendole i capelli per farseli tagliare («Le porga la chioma») diventandone così "schiava". Questi versi fanno riferimento all'abitudine delle schiave dell'antica Roma di portare i capelli corti, mentre le donne romane libere li portavano lunghi. Per quanto riguarda "schiava di Roma", il senso è che l'antica Roma con le sue conquiste rese la dea Vittoria sua "schiava". Ora, però, secondo Mameli, la dea Vittoria è pronta a essere "schiava" della nuova Italia nella serie di guerre che saranno necessarie per cacciare lo straniero dal suolo nazionale e per unificare il Paese. Con questi versi Mameli, con una tematica cara al Risorgimento, allude quindi al risveglio dell'Italia da un torpore durato secoli, rinascita che è ispirata dalle glorie della Roma antica.

### Il ritornello
(Ritornello de Il Canto degli Italiani)

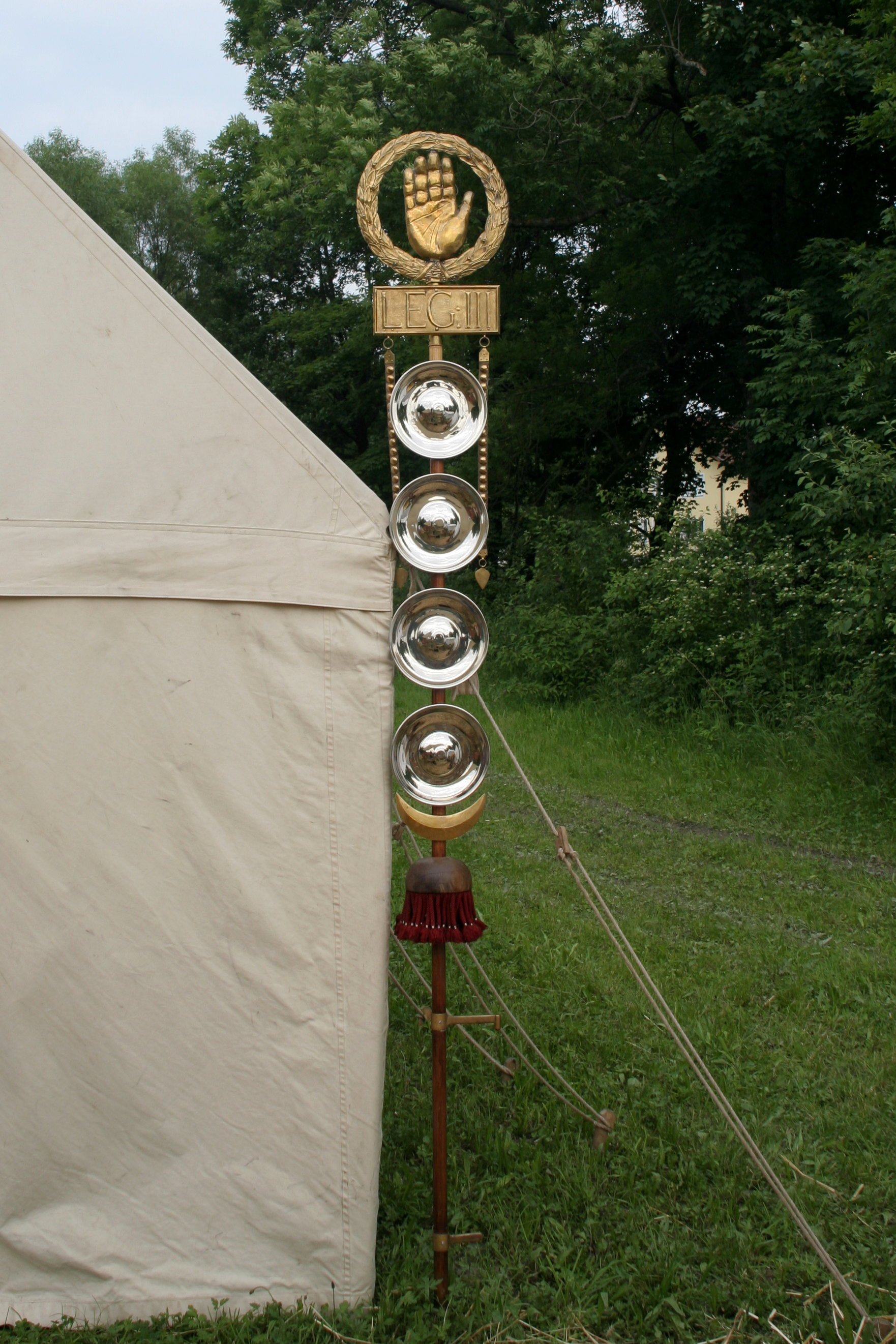
Ricostruzione moderna dell'insegna di una centuria, dove era indicato il numero della stessa all'interno della coorte

Nel Canto degli Italiani è presente un forte richiamo alla storia dell'antica Roma poiché nelle scuole dell'epoca questo periodo storico era studiato con attenzione; in particolare, la preparazione culturale di Mameli aveva forti connotati classici.
La storia romana repubblicana, richiamata nella prima strofa del componimento, è ripresa anche nel ritornello, dove in «Stringiamci a coorte» è citata la coorte, un'unità militare dell'esercito romano corrispondente alla decima parte della legione. Con «siam pronti alla morte, / l'Italia chiamò» si allude alla chiamata alle armi del popolo italiano con l'obiettivo di cacciare il dominatore straniero dal suolo nazionale e di unificare il Paese, all'epoca diviso in sette Stati preunitari. "Stringersi a coorte" significa infatti serrare metaforicamente le file tenendosi pronti a combattere. Nel ritornello è presente, per questioni di metrica, la forma sincopata "stringiamci" (senza la vocale "o") invece di "stringiamoci".
Negli autografi di Mameli il ritornello consta di soli tre versi, mentre negli autografi della partitura di Novaro il secondo senario «siam pronti alla morte» viene ripetuto, probabilmente per ragioni melodiche. Anche in una delle prime stampe del testo, quella della tipografia Delle Piane (vedi sopra), tale verso appare replicato, così che il ritornello si compone di una quartina.
Il reboante «Sì!», aggiunto da Novaro alla fine del ritornello, allude al giuramento, da parte del popolo italiano, di battersi fino alla morte pur di ottenere la liberazione del suolo nazionale dallo straniero e l'unificazione del Paese.

### La seconda strofa
(Seconda strofa de Il Canto degli Italiani)
All'interno della seconda strofa si fa invece riferimento ad un desiderio: la speranza (chiamata, nell'inno, la "speme") che l'Italia, da secoli politicamente divisa e che perciò è stata trattata come terra di conquista («Noi siamo da secoli / calpesti, derisi, / perché non siam Popolo, / perché siam divisi»), si raccolga finalmente sotto un'unica bandiera fondendosi in una sola nazione («raccolgaci un'unica / bandiera, una speme: / di fonderci insieme / già l'ora suonò»). Qui Mameli sottolinea quindi il motivo della debolezza dell'Italia: le divisioni politiche.

### La terza strofa
(Terza strofa de Il Canto degli Italiani)
La terza strofa incita alla ricerca dell'unità nazionale con l'aiuto della Provvidenza e grazie alla partecipazione dell'intero popolo italiano finalmente unito in un intento comune («Uniamoci, amiamoci, / l'unione e l'amore / rivelano ai popoli / le vie del Signore; / giuriamo far libero / il suolo natio: / uniti per Dio, / chi vincer ci può!?»). L'espressione "per Dio" è un francesismo (fr. "par Dieu"): Mameli intende "da Dio", "da parte di Dio", ovvero con l'aiuto della Provvidenza.
Questi versi riprendono l'idea mazziniana di un popolo unito e coeso che combatte per la propria libertà seguendo il desiderio di Dio. Infatti i motti della Giovine Italia erano proprio «Unione, forza e libertà» e «Dio e popolo». In questi versi è anche riconoscibile l'impronta romantica del contesto storico dell'epoca.

### La quarta strofa
(Quarta strofa de Il Canto degli Italiani)

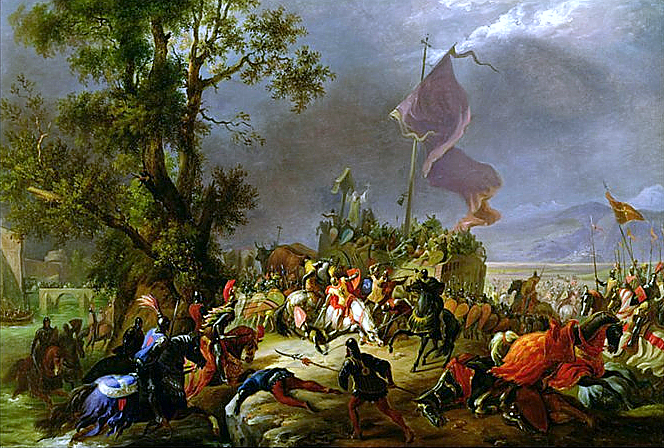
La battaglia di Legnano in un dipinto di Massimo d'Azeglio

La quarta strofa è ricca di riferimenti a importanti avvenimenti legati alla secolare lotta degli italiani contro il dominatore straniero: citando questi esempi, Mameli vuole infondere coraggio al popolo italiano spingendolo a cercare la rivincita. La quarta strofa inizia con un riferimento alla battaglia di Legnano («Dall'Alpi a Sicilia / dovunque è Legnano»), combattuta il 29 maggio 1176 nei pressi della città omonima, che vide la Lega Lombarda vittoriosa sull'esercito imperiale di Federico Barbarossa. La battaglia di Legnano pose fine al tentativo di egemonizzazione dell'Italia settentrionale da parte dell'imperatore tedesco. Legnano, grazie alla storica battaglia, è l'unica città d'Italia oltre a Roma a essere citata nell'inno nazionale.

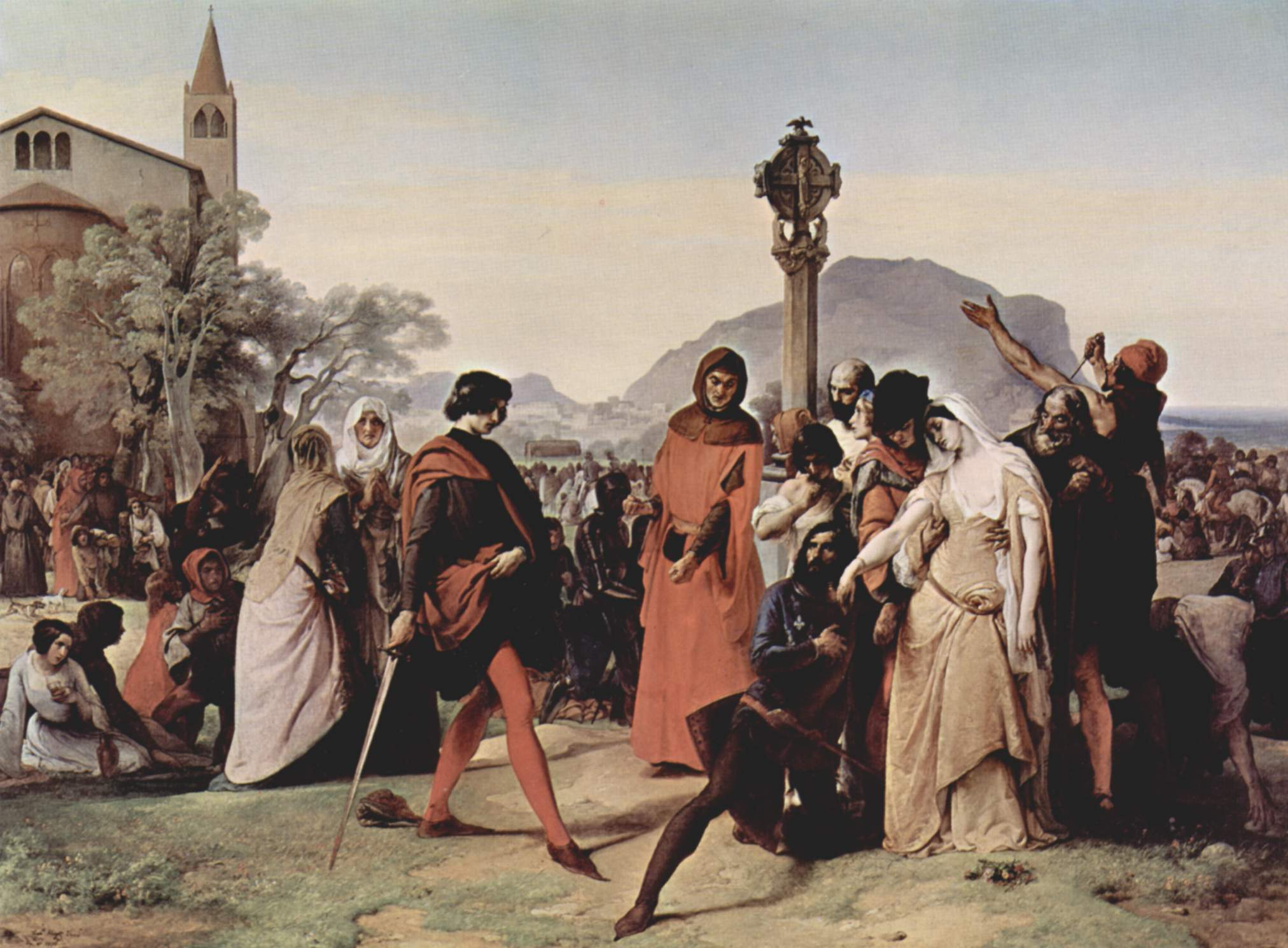
I Vespri siciliani in una tela di Francesco Hayez

Nella stessa strofa è citato anche "Ferruccio" («ogn'uom di Ferruccio / ha il core, ha la mano»), ovvero Francesco Ferrucci (noto anche come "Francesco Ferruccio"), l'eroico condottiero al servizio della Repubblica di Firenze che fu sconfitto nella battaglia di Gavinana (3 agosto 1530) dall'imperatore Carlo V d'Asburgo durante l'assedio della città toscana. Ferrucci – prigioniero, ferito e inerme – venne poi giustiziato da Fabrizio Maramaldo, un soldato di ventura italiano che combatteva per l'imperatore. Prima di morire, Ferrucci rivolse con disprezzo a Maramaldo le celebri parole: «Vile, tu uccidi un uomo morto!». In seguito il sostantivo "maramaldo" verrà associato a termini quali "vile", "traditore" e "fellone".
Nella quarta strofa si fa anche cenno a Balilla («i bimbi d'Italia / si chiaman Balilla»), il giovane da cui originò, il 5 dicembre 1746, con il lancio di una pietra a un ufficiale austriaco, la rivolta popolare del quartiere genovese di Portoria contro gli occupanti asburgici durante la guerra di successione austriaca. Questa rivolta portò poi alla liberazione della città ligure. Furono questi versi di Mameli, probabilmente, a ispirare poi il nome dell'Opera nazionale Balilla, ossia dell'ente istituito dal fascismo che inquadrava nei suoi ranghi i giovani italiani dai 6 ai 18 anni.
Nella stessa strofa si accenna infine ai Vespri siciliani («il suon d'ogni squilla / i Vespri suonò»), l'insurrezione avvenuta a Palermo nel 1282 che diede avvio a una serie di scontri chiamati "guerre del Vespro". Queste guerre portarono alla cacciata degli angioini dalla Sicilia. Per "ogni squilla" Mameli intende dire "ogni campana", facendo riferimento agli squilli di campane avvenuti il 30 marzo 1282 a Palermo, con i quali il popolo fu chiamato alla rivolta contro gli angioini dando così inizio ai Vespri siciliani. Le campane che chiamarono il popolo all'insurrezione furono quelle del vespro, ossia quelle della preghiera del tramonto, da cui deriva il nome della rivolta.

### La quinta strofa
(Quinta strofa de Il Canto degli Italiani)

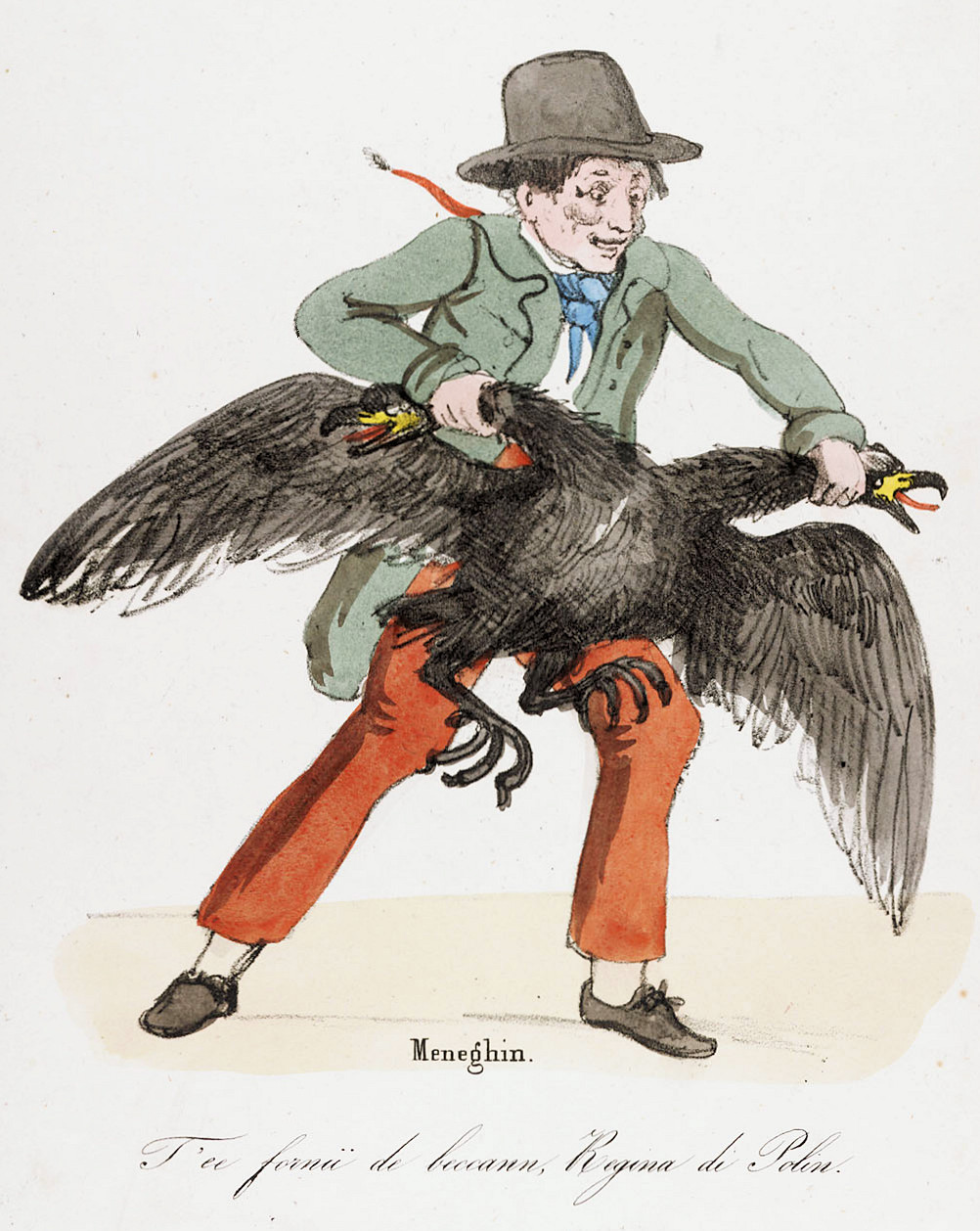
Stampa risorgimentale satirica dopo le cinque giornate di Milano: Meneghino uccide l'aquila bicipite austriaca esclamando: "Hai finito di beccarmi, regina del pollaio"

La quinta strofa è invece dedicata all'Impero austriaco in decadenza. Nel testo si fa infatti riferimento alle truppe mercenarie («le spade vendute»), largamente impiegate nell'esercito austriaco. Mameli le considera "deboli come giunchi" («Son giunchi che piegano») dato che, combattendo solo per denaro, non sono valorose come i soldati e i patrioti che si sacrificano per la propria nazione. Per Mameli, la presenza di queste truppe mercenarie ha indebolito l'Impero austriaco.
Nella strofa si fa anche accenno all'Impero russo (nell'inno chiamato «il Cosacco»), che alla fine del Settecento, insieme all'Impero austriaco e al Regno di Prussia, partecipò alle tre spartizioni della Polonia. È quindi presente un richiamo a un altro popolo oppresso dagli austriaci, quello polacco, che tra il febbraio e il marzo del 1846 fu oggetto di una violenta repressione ad opera dell'Austria e della Russia.
Con i versi «ah l'aquila d'Austria / le penne ha perdute; / il sangue d'Italia / bevé, col Cosacco / il sangue polacco: / ma il cuor le bruciò». Mameli intende quindi dire che il popolo italiano e quello polacco minano dall'interno l'Impero austriaco in decadenza, come conseguenza delle repressioni patite e per via dell'utilizzo dei mercenari. Il testo fa riferimento all'aquila bicipite, stemma imperiale asburgico. La quinta strofa del Canto degli Italiani, dai forti connotati politici, fu inizialmente censurata dal governo sabaudo per evitare attriti con l'Impero austriaco.

### La sesta strofa
(Sesta strofa de Il Canto degli Italiani)
La sesta ed ultima strofa, che non viene quasi mai eseguita, manca nell'autografo di Mameli che testimonia la stesura originaria del canto, mentre compare nel secondo autografo di Mameli e negli autografi della partitura di Novaro; è però omessa nelle prime edizioni a stampa del testo su foglio volante. La strofa preannuncia con gioia l'unità d'Italia («Evviva l'Italia, / dal sonno s'è desta») e prosegue chiudendo il canto con gli stessi sei versi che concludono la strofa iniziale («dell'elmo di Scipio, / s'è cinta la testa. / Dov'è la Vittoria?! / Le porga la chioma, / ché schiava di Roma / Iddio la creò»), conferendo così al carme una struttura circolare.

### Interpretazioni critiche
Il testo del Canto degli Italiani è stato talvolta giudicato troppo retorico, di difficile interpretazione e a tratti aggressivo.
Per quanto riguarda la retorica e la violenza che a tratti traspare dalle parole di Mameli, secondo Tarquinio Maiorino, Giuseppe Marchetti Tricamo e Piero Giordana, che hanno redatto una monografia sull'argomento, va considerato il periodo storico in cui fu scritto Il Canto degli Italiani: la metà del XIX secolo era caratterizzata da un modo di esprimersi differente da quello utilizzato in tempi più recenti. Inoltre, secondo lo storico Gilles Pécout, è anche opportuno osservare che, durante il secolo citato, il principale mezzo di risoluzione dei conflitti era la guerra.
Per quanto invece concerne la difficoltà nel cogliere il significato delle allusioni storiche e politiche contenute nel testo, giudicate tutt'altro che immediate, Michele Calabrese, nella sua monografia sull'argomento, riconosce all'inno un certo spessore intellettuale: tra la cospicua produzione patriottica del Risorgimento, secondo Calabrese, Il Canto degli Italiani ha infatti un testo caratterizzato da un profondo significato storico e culturale. Alcuni revisionisti del Risorgimento vedono invece, nel testo del Canto degli Italiani, riferimenti riconducibili alla massoneria.
Anche il richiamo all'antica Roma è stato foriero di critiche: molti hanno visto, nei versi di Mameli, un'allusione all'imperialismo. Gli studiosi dell'Istituto mazziniano di Genova hanno però analizzato più accuratamente, su un testo preparato per i 150 anni del Canto degli Italiani, il pensiero di Mameli: il patriota genovese, con i suoi versi, non accenna alla Roma imperiale, bensì alla Repubblica romana, che si difese con coraggio dalle mire espansionistiche di Cartagine sulla penisola italiana.

## La musica
Il componimento musicale di Novaro è scritto nella tonalità di si bemolle maggiore; sebbene adotti un tipico tempo di marcia (4/4), è considerato una cabaletta. Ha un carattere orecchiabile e una facile linea melodica, che semplificano la memoria e l'esecuzione.
Per contro, sul piano armonico e ritmico, la composizione presenta una maggiore complessità, che si evidenzia specialmente dalla battuta 31, con l'importante modulazione finale nel tono vicino di mi bemolle maggiore, e con la variazione agogica dall'Allegro marziale iniziale a un più movimentato Allegro mosso, che sfocia in un accelerando. Questa seconda caratteristica è ben riconoscibile soprattutto nelle più accreditate incisioni della partitura autografa e porta Iovino e Benedetti a negare recisamente che Il Canto degli Italiani sia una marcia.
Da un punto di vista musicale, il brano si divide in tre parti: l'introduzione, le strofe e il ritornello.

### L'introduzione
L'introduzione è formata da dodici battute, contraddistinte da un ritmo dattilico che alterna una croma a due semicrome. Le prime otto battute presentano una successione armonica bipartita tra si bemolle maggiore e sol minore, alternati ai rispettivi accordi di dominante (fa maggiore e re maggiore settima). Questa sezione è solo strumentale. Le ultime quattro battute, introducendo il canto vero e proprio, tornano a si bemolle.

### Le strofe e il ritornello
Nelle esecuzioni complete conformi alla partitura di Novaro, dopo ciascuna strofa viene ripetuta la prima strofa, cui segue il ritornello vero e proprio di quattro versi, cantato due volte; secondo altre interpretazioni e in altre esecuzioni, ciascuna strofa eseguita viene cantata due volte, con andamento differente.
La strofa attacca in si bemolle ed è caratterizzata dalla ripetizione della stessa unità melodica, replicata in vari gradi e a differenti altezze. Ogni unità melodica corrisponde a un frammento del senario mameliano, il cui ritmo enfatico entusiasmò Novaro, che lo musicò secondo il classico schema di dividere il verso in due parti («Fratelli / d'Italia / l'Italia / s'è desta»).
Si nota però anche una scelta insolita, poiché al ritmo anacrusico non corrisponde l'usuale salto di un intervallo giusto: al contrario, i versi «Fratelli / d'Italia» e «dell'elmo / di Scipio» recano ognuno, all'inizio, due note identiche (fa o re a seconda dei casi). Ciò indebolisce in parte l'accentazione della sillaba in battere a vantaggio di quella in levare, e produce uditivamente un effetto sincopato, contrastando la naturale successione breve-lunga del senario.
Sul tempo forte dell'unità melodica di base si esegue un gruppo diseguale di croma puntata e semicroma.
Alcune riletture musicali del Canto degli Italiani hanno inteso dare maggior risalto all'aspetto melodico del brano, e hanno perciò ammorbidito questa scansione ritmica avvicinandola a quella di due note della stessa durata (crome).
Alla battuta 31 inizia la ripetizione della prima strofa, nell'interpretazione più fedele a Novaro – oppure la ripetizione di un'altra strofa, o semplicemente un'altra strofa, nelle varie esecuzioni – ancora con una scelta insolita: la tonalità cambia in mi bemolle maggiore fino al termine della melodia, cedendo solo alla relativa minore nell'esecuzione della quartina del ritornello, mentre il tempo diventa un Allegro mosso. Il ritornello vero e proprio di quattro versi («Stringiamci a coorte / siam pronti alla morte / siam pronti alla morte / l'Italia chiamò») è sempre cantato due volte ed è caratterizzato da un'unità melodica replicata; dinamicamente, nelle ultime cinque battute esso cresce d'intensità, passando da pianissimo a forte e a fortissimo con l'indicazione crescendo e accelerando sino alla fine.

## Le incisioni

### Diritti d'autore e di noleggio
I diritti d'autore sono già decaduti poiché l'opera è di pubblico dominio, essendo i due autori morti da più di 70 anni. Novaro non chiese mai un compenso per la stampa della musica, ascrivendo il suo lavoro alla causa patriottica; a Giuseppe Magrini, che nel 1848 stampò la prima edizione della partitura del Canto degli Italiani, chiese solamente un certo numero di copie ad uso personale. Nel 1859, alla richiesta di Francesco Lucca di ristampare la partitura del canto con la sua casa editrice, Novaro dispose che il denaro fosse direttamente versato a favore di una sottoscrizione per Garibaldi.
Lo spartito del Canto degli Italiani è invece di proprietà della casa editrice musicale Sonzogno, che ha quindi la possibilità di realizzare le stampe ufficiali del brano. Nel 2010, in seguito al clamore suscitato da una lettera inviata dal presidente del consiglio comunale di Messina Giuseppe Previti all'attenzione del Presidente della Repubblica Italiana, che si riferiva al versamento di oltre 1 000 euro richiesto alla Croce Rossa locale per un concerto di Capodanno, la SIAE ha rinunciato alla riscossione diretta dei diritti di noleggio sugli spartiti musicali del Canto degli Italiani dovuti alla Sonzogno. Quest'ultima, possedendo gli spartiti, è infatti l'editore musicale del brano.

### Le incisioni più antiche
Il documento sonoro più antico conosciuto del Canto degli Italiani (disco a 78 giri per grammofono, 17 cm di diametro) è datato 1901 e venne inciso dalla Banda Municipale del Comune di Milano sotto la direzione del maestro Pio Nevi.
Una delle prime registrazioni di Fratelli d'Italia fu quella del 9 giugno 1915, che venne eseguita dal cantante lirico e di musica napoletana Giuseppe Godono. L'etichetta per cui il brano venne inciso fu la Phonotype di Napoli. Un'altra antica incisione pervenuta è quella della Banda del Grammofono, registrata a Londra per la casa discografica His Master's Voice il 23 gennaio 1918.

### La versione gospel
La cantautrice Elisa realizzò una versione gospel che avrebbe dovuto aprire le trasmissioni sportive Rai dedicate al campionato mondiale di calcio del 2002. Questa versione, commissionata in precedenza dal comitato organizzatore delle Olimpiadi invernali di Torino 2006 e già eseguita durante la cerimonia di chiusura dei Giochi olimpici invernali precedenti, fu ritirata per le proteste di Maurizio Gasparri, all'epoca ministro delle comunicazioni del secondo governo Berlusconi.

## Negli eventi
Nel corso degli anni, nonostante Il Canto degli Italiani avesse fino al 2017 lo status di inno provvisorio, è stato comunque stabilito un cerimoniale pubblico per la sua esecuzione. Secondo l'etichetta, durante la sua esecuzione, i soldati devono presentare le armi, mentre gli ufficiali devono stare sull'attenti. I civili, se lo desiderano, possono mettersi anch'essi sull'attenti.
In base al cerimoniale, in occasione di eventi ufficiali, devono essere eseguite solamente le prime due strofe senza l'introduzione. Se l'evento è istituzionale, e si deve eseguire anche un inno straniero, questo viene suonato per primo come atto di cortesia. Nel 1970 è stato decretato l'obbligo, rimasto però quasi sempre inadempiuto, di eseguire l'Ode alla gioia di Ludwig van Beethoven, ossia l'inno ufficiale dell'Unione europea, ogni qualvolta venga suonato Il Canto degli Italiani.

### Esplicative
1. ↑  Legge 4 dicembre 2017, n. 181.
2. 1 2  L'autografo di Goffredo Mameli conservato al Museo del Risorgimento di Torino è intitolato Canto nazionale, così come il foglio volante della prima edizione del testo stampata dalla tipografia Faziola di Genova (Codignola, vol. 2, p. 435). Fu Michele Novaro a inventare il titolo Il Canto degli Italiani, così intitolando gli autografi della sua partitura conservati al Museo del Risorgimento di Genova e in quello di Torino (Benedetti, p. 47). Tale titolo rimase poi pressoché costante nelle edizioni a stampa della partitura.
3. 1 2  «Genova 10 9bre 1847» è la data scritta di pugno da Mameli sull'autografo inviato per il tramite di Ulisse Borzino a Novaro mentre si trovava in casa Valerio e ora conservato nel museo torinese (Benedetti, pp. 11-14 e p. 82). Nel racconto reso nel 1875 da Novaro a Barrili sembra che egli abbia composto la musica la sera stessa appena tornato a casa sua (Barrili, pp. 393-394). Caddeo fa invece la data del 24 novembre (Caddeo, p. 37), ma senza comprovarla.
4. ↑  La quartina soppressa si legge nell'autografo del museo genovese (Benedetti, p. 20 e p. 81), scritta alla fine sul lato destro perpendicolarmente alle altre e depennata.
5. ↑  Per ascoltare il brano musicale composto da Mameli e Verdi si veda il documentario del programma televisivo "Il tempo e la storia" (dal minuto 24:30 al minuto 25:30 circa), accessibile dal collegamento in fondo alla pagina, nella sezione "Collegamenti esterni".
6. ↑  Riferendosi in particolare alla prima quartina, così Carducci si esprime sull'inno di Mameli:
«Io era ancora fanciullo; ma queste magiche parole, anche senza la musica, mi mettevano i brividi per tutte le ossa; e anche oggi, ripetendole, mi si inumidiscono gli occhi.»
(Giosuè Carducci[53])
7. ↑  Questa strofa è quella più esplicitamente antiaustriaca. Il manifesto, essendo databile all'inizio degli anni dieci del XX secolo, presumibilmente non ne fa cenno a causa del legame tra l'Italia e l'Impero austro-ungarico, che fu suggellato qualche decennio prima dalla Triplice alleanza.
8. ↑  Si segue la lezione stabilita nell'edizione:  Luigi Baldacci e Giuliano Innamorati (a cura di), Poeti minori dell'Ottocento, vol. 2, Milano-Napoli, Riccardo Ricciardi editore, 1963,  pp. 1059-1061, che però adotta un testo di cinque strofe con il ritornello di tre versi. Ci si discosta da tale edizione per le seguenti scelte: 1) l'aggiunta della sesta strofa, presente nell'autografo di Mameli datato 10 novembre 1847 e in quelli della partitura, ma invece omessa nell'edizione citata e nelle edizioni antiche del testo; 2) la ripetizione del secondo verso nel ritornello, attuata da Novaro per ragioni melodiche.
9. ↑  Nell'intenzione di Novaro, anche dopo ogni strofa successiva alla prima doveva essere ripetuta l'intera prima strofa più la quartina di ritornello, creando così un ritornello prolungato di dodici versi (Benedetti, p. 29). Tale struttura, attestata negli autografi delle partiture di Novaro, dove il testo delle strofe 2-6 è seguito da un ritornello indicato con l'incipit «Fratelli ...» (Benedetti, p. 85 e p. 87), è completamente estranea alla poesia di Mameli.
10. 1 2  Negli autografi e nelle edizioni a stampa del testo di Mameli nel verso 1 della seconda strofa il verbo è coniugato al presente: «Noi siamo da secoli» (così come nei successivi versi 3 e 4), mentre negli autografi e nelle edizioni a stampa della partitura di Novaro sin dal 1848 il tempo del verbo fu cambiato in «Noi fummo da secoli», non senza rischio di anacronismo, forse per ragioni melodiche (Benedetti, pp. 23-24).
11. 1 2  Nel primo autografo Mameli iniziò il verso 3 della quinta strofa con l'interiezione «ah» (Benedetti, p. 81), che omise nell'autografo definitivo (Benedetti, p. 82), rendendo però il verso ipometro. Se ne accorse e nelle aggiunte manoscritte in una delle prime stampe del testo, quella della tipografia Delle Piane (vedi sopra), introdusse il verso 3 con l'avverbio «già», che rimase negli autografi della partitura di Novaro (Benedetti, p. 85 e p. 87).
12. 1 2  Nel primo autografo Mameli scrisse i versi 6-7 della quinta strofa in quest'ordine: «⟨e⟩ il sangue polacco / bevé col Cosacco» (Benedetti, p. 81), mentre nel secondo autografo li invertì, scrivendo: «bevé, col Cosacco / il sangue polacco» (Benedetti, p. 82). Così si leggono anche nelle aggiunte manoscritte in una delle prime stampe del testo, quella della tipografia Delle Piane (vedi sopra). Negli autografi della partitura Novaro restituì l'ordine precedente, che però dà adito ad anfibologia. Infatti, la frase è brachilogica e il complemento «col Cosacco» si riferisce solo alla seconda azione: "l'aquila d'Austria bevette il sangue d'Italia e, insieme con i Cosacchi, (bevette anche) il sangue polacco". Attenendosi alla partitura di Novaro, i versi 6-7 sono però cantati nella successione 5-7-6: «il sangue d'Italia / il sangue polacco / bevé col Cosacco», senza rendersi conto dell'errore storiografico, di cui invece si era accorto Mameli nell'ultima stesura, giacché l'aquila d'Austria bevette insieme con i Cosacchi il sangue polacco, mentre bevette da sola il sangue d'Italia.
13. ↑  Per il significato dato da Michele Novaro alle parti in cui è diviso, da un punto di vista musicale, Il Canto degli Italiani, si veda il documentario del programma televisivo "Il tempo e la storia" (dal minuto 11 al minuto 14 circa), accessibile dal collegamento in fondo alla pagina, nella sezione "Collegamenti esterni".
14. ↑  
«[…] il Canto degli Italiani tradisce nel suo teso lirismo il legame col melodramma (è un «Canto», non una marcia).»
(Roberto Iovino)
15. ↑  Si ascolti ad esempio l'esecuzione storica parziale del tenore Mario Del Monaco nel 1961, nella quale la prima strofa è cantata due volte, seguita dal ritornello di quattro versi cantato due volte (col «Sì» finale); poi sono cantate in successione la seconda e la terza strofa una volta sola, seguite dal ritornello di quattro versi cantato due volte.

### Bibliografiche
1. 1 2 3   Gianni Penzo Doria, Il Canto degli Italiani (PDF), Bologna, Filodiritto, 2021,  p. 20, ISBN 979-12-80225-25-2. URL consultato il 9 ottobre 2022.
2. ↑  Con modulazione in mi♭ maggiore nel ritornello.
3. 1 2  Monsagrati.
4. 1 2 3 4 5 6 7 8 9 10 11 12 13 14 15 16 17 18 19 20 21 22 23 24 25 26 27 28   I simboli della Repubblica - L'inno nazionale, su quirinale.it. URL consultato il 7 agosto 2014 (archiviato dall'url originale il 7 aprile 2014).
5. 1 2  Maiorino, p. 84.
6. ↑   Onorevoli Colleghi!, su documenti.camera.it.
7. 1 2 3   LEGGE 4 dicembre 2017, n. 181 - Gazzetta Ufficiale, su gazzettaufficiale.it, 15 dicembre 2017. URL consultato il 15 dicembre 2017.
8. 1 2  Maiorino, p. 20.
9. 1 2 3 4   Il Canto degli Italiani, su storico.org. URL consultato il 5 marzo 2015.
10. 1 2 3  Maiorino, p. 50.
11. 1 2 3 4 5 6  Pivato, p. 149.
12. 1 2 3 4 5 6 7 8 9  Pivato, p. 147.
13. ↑   Aldo A. Mola, Storia della monarchia in Italia, Milano, Bompiani, 2002,  pp. 368-369 e p. 423, ISBN 88-452-5294-9.
14. ↑  Calabrese, p. 119.
15. 1 2 3  Caddeo, p. 37.
16. 1 2  Bassi, p. 40.
17. ↑  Turano, p. 236.
18. ↑  Carducci, pp. 828-829.
19. 1 2 3 4 5 6  Maiorino, p. 18.
20. 1 2  Maiorino, p. 17.
21. ↑  Calabrese, p. 126.
22. ↑  Barrili, p. 394.
23. ↑  Ridolfi, p. 39.
24. ↑  Bassi, p. 43.
25. 1 2  Maiorino, p. 119.
26. 1 2  Calabrese, p. 108.
27. 1 2 3 4   L'inno nazionale polacco e l'inno italiano, su quipoloniaeitalia.wordpress.com. URL consultato il 12 febbraio 2015.
28. 1 2   Mameli, l'inno e il tricolore, su radiomarconi.com. URL consultato il 24 novembre 2014 (archiviato dall'url originale il 1º maggio 2015).
29. ↑  Stramacci, p. 57.
30. ↑  Barrili, p. 157 nota 1.
31. ↑  Benedetti, pp. 23-24.
32. ↑  Maiorino, pp. 20-21.
33. ↑  Calabrese, p. 127 e p. 130.
34. 1 2  Benedetti, p. 46.
35. ↑  Il Mondo illustrato, anno I, n. 49, p. 770, Torino, G. Pomba, 4 dicembre 1847.
36. ↑  Umberto Levra, Introduzione, in  Storia di Torino, VI, La città nel Risorgimento (1798-1864) (PDF), Torino, G. Einaudi, 2000,  pp. CXV-CXVI, ISBN 88-06-15173-8.
37. ↑   Accadde Oggi: 10 dicembre, su pjmagazine.net. URL consultato il 30 novembre 2014 (archiviato dall'url originale l'11 maggio 2016).
38. 1 2  Calabrese, p. 120.
39. ↑  Secondo Barrili, p. 395 e Codignola, vol. 2, p. 75, la prima edizione in assoluto fu quella stampata dalla tipografia Faziola.
40. ↑  Caddeo, pp. 37-38.
41. ↑  L'Italia, anno I, n. 28, Pisa, Tipografia Nistri, 18 dicembre 1847, p. 113.
42. 1 2  Bassi, p. 50.
43. ↑  Benedetti, p. 79, con riproduzione facsimilare alle pp. 80-81.
44. ↑  Benedetti, p. 79, con riproduzione facsimilare a p. 82.
45. 1 2  Benedetti, p. 23.
46. ↑  Benedetti, p. 79, con riproduzione facsimilare alle pp. 86-90.
47. ↑  Benedetti, p. 79, con riproduzione facsimilare alle pp. 83-85.
48. ↑   Claudio Rendina, La decisione di De Gasperi "Fratelli d'Italia è inno nazionale", su ricerca.repubblica.it, repubblica.it. URL consultato il 30 novembre 2014.
49. ↑   La strana storia dell'Inno di Mameli, su scudit.net. URL consultato il 12 marzo 2015.
50. 1 2   Inno di Mameli, studioso: "Il primo arrangiamento non piaceva a Mazzini", su adnkronos.com. URL consultato il 12 marzo 2015.
51. 1 2 3 4 5 6 7 8 9 10 11 12 13 14 15 16   Puntata di "Il tempo e la storia" su Il Canto degli Italiani, su raiplay.it. URL consultato il 1º dicembre 2023.
52. ↑   Testo completo di "Suona la tromba", su archiviostorico.comune.parma.it. URL consultato il 17 maggio 2015.
53. ↑  Carducci, p. 829.
54. ↑  Maiorino, p. 42.
55. ↑   Concessione e promulgazione dello Statuto Albertino, su museotorino.it. URL consultato il 30 novembre 2014.
56. ↑  Caddeo, p. 38.
57. ↑   L'inno della Repubblica Romana, su gruppolaico.it. URL consultato il 30 novembre 2014.
58. 1 2   Come nacque l'inno di Mameli? Ascesa e declino di «Fratelli d'Italia», tra critiche e tentativi di rivalutazione, su lastampa.it. URL consultato il 9 giugno 2015.
59. ↑  Maiorino, p. 15.
60. 1 2  Maiorino, p. 34.
61. ↑  Maiorino, p. 38.
62. 1 2 3 4  Bassi, p. 46.
63. ↑  Maiorino, p. 39.
64. ↑  Maiorino, p. 130.
65. 1 2 3 4 5 6  Pivato, p. 148.
66. 1 2 3 4 5 6 7  Calabrese, p. 114.
67. 1 2 3 4  Maiorino, p. 49.
68. ↑  Maiorino, p. 52.
69. 1 2  Ridolfi, p. 34.
70. ↑  Maiorino, p. 55.
71. ↑  Maiorino, pp. 56-57.
72. ↑  Maiorino, p. 58.
73. ↑  Maiorino, pp. 59-60.
74. ↑  Come riportato sulla locandina della pellicola cinematografica:  Fogli e volantini della prima guerra mondiale, su 14-18.it.
75. ↑  Calabrese, p. 111.
76. ↑  Maiorino, p. 63.
77. ↑  Maiorino, p. 131.
78. 1 2 3 4 5 6  Maiorino, p. 64.
79. 1 2  Maiorino, p. 65.
80. ↑  Maiorino, p. 68.
81. ↑  Maiorino, pp. 68-69.
82. ↑   E il ministro lodò il campano Giovanni Gaeta, su archiviostorico.corriere.it, corriere.it. URL consultato il 1º ottobre 2009 (archiviato dall'url originale il 26 settembre 2015).
83. ↑   La Leggenda del Piave inno d'Italia dal 1943 al 1946, su ilpiave.it. URL consultato il 30 novembre 2014 (archiviato dall'url originale il 9 novembre 2014).
84. ↑  Maiorino, p. 70.
85. 1 2  Maiorino, p. 69.
86. ↑   "I canti di Salò" di Giacomo De Marzi, su archiviostorico.info. URL consultato il 30 novembre 2014.
87. ↑   Fara Misuraca e Alfonso Grasso, Fratelli d'Italia, su ilportaledelsud.org. URL consultato il 29 marzo 2015.
88. ↑  Calabrese, p. 112.
89. 1 2 3  Maiorino, p. 72.
90. 1 2 3  Bassi, p. 47.
91. 1 2 3 4 5  Calabrese, p. 110.
92. 1 2 3   Inno nazionale, su governo.it. URL consultato il 9 novembre 2014 (archiviato dall'url originale il 7 febbraio 2015).
93. 1 2 3 4 5   L'inno di Mameli: Un po' di storia, su radiomarconi.com. URL consultato il 9 novembre 2014.
94. 1 2 3   I simboli della Repubblica - L'emblema, su quirinale.it. URL consultato il 2 dicembre 2014.
95. ↑  Ridolfi, p. 35.
96. 1 2   Proposta di legge d'iniziativa dei deputati De Pasquale, Franceschini. Riconoscimento dell'inno di Mameli «Fratelli d’Italia» quale inno nazionale della Repubblica italiana (PDF), su Camera dei deputati, 3 maggio 2011,  pp. 3-4. URL consultato il 3 dicembre 2023.
97. ↑   Interrogazione in Parlamento per l'inno suonato a Wembley (PDF), in L'Avanti, 7 maggio 1959. URL consultato il 3 dicembre 2023.
98. 1 2  Maiorino, p. 125.
99. ↑  Maiorino, p. 126.
100. 1 2 3  Maiorino, p. 124.
101. ↑  Maiorino, p. 123.
102. ↑  Maiorino, pp. 131-132.
103. ↑  In questo caso per motivi secessionistici.
104. ↑   Mameli o Verdi? L'eterno duello per l'inno, su ilsecoloxix.it. URL consultato il 13 marzo 2015 (archiviato dall'url originale il 2 aprile 2015).
105. 1 2  Pivato, p. 153.
106. 1 2  Maiorino, p. 12.
107. ↑   Una nuova giovinezza per l'inno di Mameli, su repubblica.it. URL consultato il 20 gennaio 2015.
108. ↑   Inno di Mameli, è "provvisorio" da 70 anni: in 4 legislature 16 proposte a vuoto per ufficializzarlo. Adesso forse ci siamo, su ilfattoquotidiano.it. URL consultato il 2 settembre 2019.
109. ↑   Valeria Gandus, Polemiche patriottiche: perché i calciatori non cantano l'Inno d'Italia?, su radiomarconi.com. URL consultato il 2 settembre 2019 (archiviato dall'url originale l'11 ottobre 2017).
110. ↑  Maiorino, p. 9.
111. ↑  Calabrese, p. 115.
112. ↑  Maiorino, p. 120.
113. ↑  Calabrese, pp. 129-131.
114. 1 2  Calabrese, p. 117.
115. ↑   Relazione alla 1ª commissione permanente del Senato con il testo del disegno di legge modificato in commissione. (PDF), su senato.it. URL consultato il 30 novembre 2014.
116. ↑   Testo del disegno di legge costituzionale n° 821. (PDF), su senato.it. URL consultato il 30 novembre 2014.
117. ↑   Quattro ddl al Senato per ufficializzare l'Inno di Mameli, su ilmessaggero.it. URL consultato il 14 agosto 2008 (archiviato dall'url originale il 14 gennaio 2009).
118. ↑   Governo Italiano - La costituzione, su governo.it. URL consultato il 30 novembre 2014 (archiviato dall'url originale l'8 maggio 2013).
119. ↑   Modifica dell'articolo 12 della Costituzione, in materia di inno nazionale (PDF), su senato.it, 16 settembre 2009. URL consultato il 15 dicembre 2017.
120. ↑   Legge 23 novembre 2012, n. 222, su normattiva.it. URL consultato il 30 novembre 2014.
121. ↑   Legge 23 novembre 2012, n. 222, su gazzettaufficiale.it. URL consultato il 30 novembre 2014.
122. 1 2   Atto Camera n.3951, in Camera dei Deputati, 16 febbraio 2017. URL consultato il 17 dicembre 2017.
123. ↑   Riconoscimento dell'inno di Mameli «Fratelli d'Italia» quale inno ufficiale della Repubblica (PDF), in Camera dei Deputati, 25 ottobre 2017. URL consultato il 17 dicembre 2017.
124. ↑   Atto Senato n. 2959, in Senato della Repubblica, 27 ottobre 2017. URL consultato il 28 novembre 2017.
125. ↑   Riconoscimento del «Canto degli Italiani» di Goffredo Mameli quale inno nazionale della Repubblica (PDF), in Senato della Repubblica, 27 ottobre 2017. URL consultato il 28 novembre 2017.
126. 1 2   Legge 4 dicembre 2017, n° 181, in Gazzetta Ufficiale della Repubblica Italiana. URL consultato il 17 dicembre 2017.
127. ↑  Calabrese, pp. 120-121.
128. ↑  Benedetti, p. 31.
129. ↑  Maiorino, p. 61.
130. ↑  Caddeo, p. 7.
131. ↑  Caddeo, p. 13.
132. ↑  Caddeo, p. 17.
133. ↑  Caddeo, p. 23.
134. 1 2  Calabrese, p. 122.
135. 1 2 3  Piazza, p. 22.
136. 1 2 3 4 5  Calabrese, p. 121.
137. 1 2  Maiorino, p. 133.
138. ↑   La versione corretta, su archiviostorico.corriere.it, corriere.it. URL consultato il 23 novembre 2014 (archiviato dall'url originale il 31 agosto 2014).
139. ↑  Benedetti, p. 80 e p. 82.
140. ↑  Benedetti, p. 84 e p. 90.
141. ↑   Giuseppe Mazzini, su partecipiamo.it. URL consultato il 24 novembre 2014 (archiviato dall'url originale il 21 ottobre 2014).
142. ↑  Pivato, p. 146.
143. ↑  Maiorino, p. 134.
144. 1 2 3   Fratelli d'Italia: attualità dell'inno nazionale, su treccani.it. URL consultato il 1º dicembre 2014 (archiviato dall'url originale il 9 dicembre 2014).
145. ↑   Federico I e i comuni, su studiamedievalis.wordpress.com. URL consultato il 2 ottobre 2014.
146. ↑   Francesco Domenico Guerrazzi, Vita di Francesco Ferruccio, Milano, M. Guigoni, 1865.
147. ↑   Dizionario Enciclopedico Italiano, V, Istituto dell'Enciclopedia Italiana fondata da Giovanni Treccani, 1970,  p. 247.
148. ↑   Maurizio Arfaioli, Fabrizio Maramaldo, in Dizionario biografico degli italiani, vol. 69, Roma, Istituto dell'Enciclopedia Italiana, 2007.
149. 1 2 3  Piazza, p. 23.
150. ↑  Maiorino, p. 135.
151. ↑  Benedetti, p. 81.
152. ↑  Benedetti, p. 82, p. 85 e p. 87.
153. ↑  Maiorino, p. 117.
154. ↑  Maiorino, p. 118.
155. 1 2 3  Vulpone, p. 40.
156. 1 2 3 4 5 6  Calabrese, p. 129.
157. 1 2 3 4 5  (EN) Spartiti liberi di Fratelli d'Italia, in International Music Score Library Project, Project Petrucci LLC. (edizione a cura del Ministero della difesa)
158. ↑  Audio dell'inno nazionale. Si ascolti in particolare l'interpretazione dell'Ensemble Coro di Torino nel 2002, diretto da Maurizio Benedetti.
159. ↑  Benedetti, pp. 32-35 e p. 46.
160. ↑  Benedetti, p. 29.
161. ↑  Audio dell'inno nazionale.
162. 1 2  Jacoviello, pp. 117-119.
163. ↑  Benedetti, pp. 42-43.
164. 1 2  Iovino.
165. ↑  Calabrese, pp. 129-130.
166. 1 2  Calabrese, p. 130.
167. 1 2  Benedetti, p. 62.
168. ↑  Calabrese, pp. 127-128.
169. ↑   Il Canto degli Italiani: poesia di Goffredo Mameli, musica di Michele Novaro, revisione di Maurizio Benedetti, Roma, Presidenza della Repubblica, [2001],  pp. 2-3.
170. ↑   Siae e Inno di Mameli, su lawyersonweb.it. URL consultato il 30 novembre 2014 (archiviato dall'url originale il 5 dicembre 2014).
171. ↑   Interrogazioni con richiesta di risposta scritta dei senatori Donatella Poretti e Marco Perduca nella seduta n. 367 del 28/04/2010 del Senato della Repubblica, su senato.it. URL consultato il 30 novembre 2014.
172. ↑   L'Italia chiamò: liberate l'inno dalla Siae, su tg24.sky.it. URL consultato il 30 novembre 2014 (archiviato dall'url originale l'8 novembre 2014).
173. ↑  Calabrese, p. 128.
174. ↑   Inno di Mameli, SIAE rinuncerà a incassare", su punto-informatico.it. URL consultato il 1º dicembre 2014.
175. ↑   Inno Mameli, stop Siae all’incasso per gli spartiti, su ilsecoloxix.it. URL consultato il 20 marzo 2015 (archiviato dall'url originale il 2 aprile 2015).
176. ↑   Su RAI International la collezione di Domenico Pantaleone, su piazzarossetti.it. URL consultato il 30 novembre 2014.
177. ↑   Inno alla vittoria, su postcalcium.it. URL consultato il 30 novembre 2014.
178. 1 2   "Il Canto degli Italiani" di Goffredo Mameli e Michele Novaro, su muspe.unibo.it. URL consultato il 30 novembre 2014 (archiviato dall'url originale il 26 novembre 2010).
179. 1 2   «Fratelli d'Italia» di Elisa, la Rai non lo trasmette, su corriere.it. URL consultato il 20 gennaio 2015.
180. 1 2 3 4 5  Maiorino, p. 73.
181. ↑   Proposta di legge n. 4331 della XVI legislatura, su camera.it. URL consultato il 15 ottobre 2015.